# Énergie en Australie
Le secteur de l'énergie en Australie joue un rôle majeur dans l'économie du pays : les exportations de produits énergétiques ont atteint 180 milliards de dollars australiens en 2023-24, dont 51 % de charbon et 38 % de gaz.
L'Australie détient 11,8 % des réserves mondiales de charbon et lignite en 2022, au 5e rang mondial derrière les États-Unis (25 %), la Chine (16,3 %), l'Inde (13,5 %) et la Russie (12,2 %). Elle était en 2023 le 5e producteur mondial de charbon (6,5 % du total mondial), derrière la Chine (51,9 %), l'Inde (9,3 %), l'Indonésie (8,8 %) et les États-Unis (6,6 %), et le 2e exportateur mondial de charbon (25,4 % du total mondial) derrière l'Indonésie (28,2 %) et devant la Russie (15,2 %). Elle était également en 2023 le 7e producteur et le 5e exportateur mondial de gaz naturel (8,8 % du total mondial). Par contre, sa production de pétrole ne couvre que 36 % de sa consommation et ses réserves de pétrole s'épuisent rapidement.
L'Australie détient 28 % des réserves mondiales d'uranium, au 1er rang mondial, et 9,4 % des réserves de thorium, au 3e rang mondial ; elle se classait en 2021 au 4e rang mondial pour la production d'uranium avec 8,7 % du total mondial, en fort recul par rapport à 2020 où elle était au 2e rang.
La consommation d'énergie primaire par habitant était en 2023 de 212,6 GJ/hab, soit 2,7 fois la moyenne mondiale, supérieure de 63 % à celle de la France, mais inférieure de 21 % à celle des États-Unis. Cette consommation se répartissait en 2023 entre les combustibles fossiles, largement prédominants avec 90,2 % du total (charbon : 28,7 %, pétrole : 34,7 %, gaz : 26,9 %) et les énergies renouvelables : 9,8 % (hydroélectricité : 1,0 %, biomasse : 3,8 %, solaire et éolien : 5,1 %).
L'électricité représentait 24,0 % de la consommation finale d'énergie en 2022 ; elle était tirée en 2023 à 66,1 % des combustibles fossiles (surtout charbon : 46,5 % et gaz : 17,8 %) et à 33,9 % des énergies renouvelables (hydraulique : 6,1 %, éolien : 11,4 %, solaire : 15,3 %, biomasse : 1,1 %). La consommation d'électricité par habitant en 2023 représentait 2,87 fois la moyenne mondiale, supérieure de 61 % à celle de la Chine et de 48 % à celle de la France, mais inférieure de 24 % à celle des États-Unis.
Les émissions de gaz à effet de serre liées à l'énergie en Australie figurent parmi les plus élevées au monde : celles de CO2 atteignaient 13,96 tonnes par habitant en 2023, soit 3,25 fois la moyenne mondiale et 3 % au-dessus des États-Unis.

## Vue d'ensemble
| Principaux indicateurs de l'énergie en Australie                                                                                                  | Principaux indicateurs de l'énergie en Australie | Principaux indicateurs de l'énergie en Australie | Principaux indicateurs de l'énergie en Australie | Principaux indicateurs de l'énergie en Australie | Principaux indicateurs de l'énergie en Australie | Principaux indicateurs de l'énergie en Australie |
| --- | ------------------------------------------------ | ------------------------------------------------ | ------------------------------------------------ | ------------------------------------------------ | ------------------------------------------------ | ------------------------------------------------ |
| | Population                                       | Consom. énergie primaire                         | Production                                       | Exportation nette                                | Consom. élect.*                                  | Émissions GES**                                  |
| Année | Millions                                         | PJ                                               | PJ                                               | PJ                                               | TWh                                              | Mt CO2éq                                         |
| 1990 | 17,3                                             | 3 606                                            | 6 595                                            | 2 701                                            | 145,5                                            | 286                                              |
| 2000 | 19,03                                            | 4 526                                            | 9 779                                            | 5 323                                            | 195,2                                            | 374                                              |
| 2010 | 22,03                                            | 5 316                                            | 13 538                                           | 7 799                                            | 238,2                                            | 446                                              |
| 2011 | 22,34                                            | 5 330                                            | 13 096                                           | 7 566                                            | 239,0                                            | 442                                              |
| 2012 | 22,73                                            | 5 267                                            | 13 437                                           | 7 858                                            | 238,0                                            | 445                                              |
| 2013 | 23,13                                            | 5 358                                            | 14 501                                           | 8 824                                            | 237,4                                            | 442                                              |
| 2014 | 23,48                                            | 5 315                                            | 15 411                                           | 9 862                                            | 238,2                                            | 437                                              |
| 2015 | 23,82                                            | 5 303                                            | 16 033                                           | 10 468                                           | 240,3                                            | 444                                              |
| 2016 | 24,19                                            | 5 284                                            | 16 204                                           | 10 897                                           | 245,3                                            | 450                                              |
| 2017 | 24,59                                            | 5 482                                            | 16 971                                           | 11 276                                           | 246,8                                            | 453                                              |
| 2018 | 24,96                                            | 5 521                                            | 17 553                                           | 11 701                                           | 249,6                                            | 454                                              |
| 2019 | 25,33                                            | 5 617                                            | 18 656                                           | 12 729                                           | 253,1                                            | 455                                              |
| 2020 | 25,65                                            | 5 616                                            | 18 958                                           | 13 081                                           | 254,0                                            | 439                                              |
| 2021 | 25,69                                            | 5 453                                            | 17 855                                           | 12 430                                           | 253,0                                            | 426                                              |
| 2022 | 26,01                                            | 5 326                                            | 18 186                                           | 12 609                                           | 258,4                                            | 419                                              |
| 2023 | 26,66                                            | 5 667                                            | 17 830                                           | 11 814                                           | 262,0                                            | 434                                              |
| variation 1990-2023 | +54 %                                            | +57 %                                            | +170 %                                           | +337 %                                           | +80 %                                            | +52 %                                            |
| * consommation brute d'électricité = production+importations-exportations-pertes en ligne ** émissions de gaz à effet de serre liées à l'énergie. |                                                  |                                                  |                                                  |                                                  |                                                  |                                                  |

## Réserves et production d'énergie primaire

Ressources énergétiques de l'Australie et principaux ports d'exportation en 2008 :
en rose : gisements de pétrole et gaz naturel ;
en gris : gisements de charbon
en violet : gisements de lignite
en vert : gisements d'uranium
ronds noirs : ports d'exportation de charbon.

Les exportations de produits énergétiques ont rapporté 180,15 milliards de $ (dollars australiens) en 2023-24, dont :
- charbon métallurgique : 54,18 Mds $ (30 %)
- charbon thermique : 37,21 Mds $ (21 %)
- gaz naturel liquéfié : 68,59 Mds $ (38 %)
- pétrole brut : 12,57 Mds $ (7 %)
- produits pétroliers : 6,13 Mds $ (3 %)
- uranium : 1,20 Mds $ (0,7 %)
- autres produits énergétiques : 0,27 Mds $ (0,15 %).

Les principales destinations ont été :
- pour le GNL en 2022-23 : le Japon (37,4 %), la Chine (21,5 %), la Corée du Sud (20 %), Taïwan (13 %) ;
- pour le charbon thermique : le Japon (57,6 %), Taïwan (14,4 %), la Corée du Sud (7,3 %) ;
- pour le charbon métallurgique : la Chine (49,6 %), le Royaume-Uni (10,6 %), Singapour (9,3 %)[10].

| Source                                                  | 1990  | %    | 2000  | %    | 2010   | %    | 2020   | %    | 2023   | % 2023 | var. 2023/1990 |
| Charbon                                                 | 4 442 | 67,4 | 6 891 | 70,5 | 10 323 | 76,3 | 12 335 | 65,1 | 10 962 | 61,5 % | +147 %         |
| Pétrole                                                 | 1 215 | 18,4 | 1 420 | 14,5 | 1 069  | 7,9  | 875    | 4,6  | 747    | 4,2 %  | -39 %          |
| Gaz naturel                                             | 718   | 10,9 | 1 195 | 12,2 | 1 862  | 13,8 | 5 329  | 28,1 | 5 565  | 31,2 % | +676 %         |
| Total fossiles                                          | 6 375 | 96,7 | 9 505 | 97,2 | 13 255 | 97,9 | 18 539 | 97,8 | 17 274 | 96,9 % | +171 %         |
| Hydraulique                                             | 51    | 0,8  | 59    | 0,6  | 49     | 0,4  | 53     | 0,3  | 57     | 0,3 %  | +11 %          |
| Biomasse-déchets                                        | 166   | 2,5  | 211   | 2,2  | 205    | 1,5  | 198    | 1,0  | 213    | 1,2 %  | +28 %          |
| Solaire, éolien                                         | 3     | 0,1  | 4     | 0,04 | 30     | 0,2  | 168    | 0,9  | 287    | 1,6 %  | x84,2          |
| Total EnR                                               | 220   | 3,3  | 274   | 2,8  | 284    | 2,1  | 418    | 2,2  | 556    | 3,1 %  | +153 %         |
| Total                                                   | 6 595 | 100  | 9 779 | 100  | 13 538 | 100  | 18 958 | 100  | 17 830 | 100 %  | +170 %         |
| Source des données : Agence internationale de l'énergie |       |      |       |      |        |      |        |      |        |        |                |

### Charbon

#### Réserves de charbon
Les réserves prouvées récupérables de charbon de l'Australie étaient estimées par l'Agence fédérale allemande pour les sciences de la terre et les matières premières (BGR) à 75,4 Gt (milliards de tonnes) fin 2022, soit 9,7 % des réserves mondiales, au 4e rang mondial derrière les États-Unis (28 %), la Chine (18,8 %) et l'Inde (15,7 %), et celles de lignite) à 74 Gt, au 2e rang mondial derrière la Russie. Au total, ces réserves atteignent 2 714 EJ, soit 11,8 % des réserves mondiales, au 5e rang derrière les États-Unis (25,0 %), la Chine (16,3 %), l'Inde (13,5 %) et la Russie (12,2 %). Elles représentent 233 années de production au rythme de 2023 : 11,66 EJ. Elles ont été réévaluées en hausse de 72 % depuis 2010 pour le charbon et de 100 % pour le lignite. BGR estime les ressources supplémentaires identifiées, mais dont l'exploitation n'est pas techniquement ou économiquement justifiée, à 1 547 Gt de charbon et 407 Gt de lignite.
Selon le Conseil mondial de l'énergie (rapport 2013 sur les ressources mondiales), les réserves prouvées de l'Australie à fin 2011 étaient de 100,5 milliards de tonnes, dont 76,4 milliards de tonnes récupérables (37,1 Mds tonnes de charbon bitumineux, 2,1 Mds tonnes de sub-bitumineux et 37,2 Mds tonnes de lignite), au 4e rang mondial : 8,6 % du total mondial, et sa production de 398 Mt, ce qui laissait près de 200 ans de réserves. Près de 300 Mds tonnes de réserves supplémentaires resteraient à découvrir selon Geoscience Australia, dont 119 Mds tonnes de charbon et 174 Mds tonnes de lignite. Plus de la moitié des gisements de charbon bitumineux et la totalité du lignite sont exploitables à ciel ouvert : 27,6 % du charbon bitumineux, 42,8 % du sub-bitumineux et 100 % du lignite. La production est concentrée à 97 % dans les deux États de Nouvelle-Galles du Sud et du Queensland.

#### Production de charbon

Production et exportations de charbon de l'Australie, en Mtep/an.

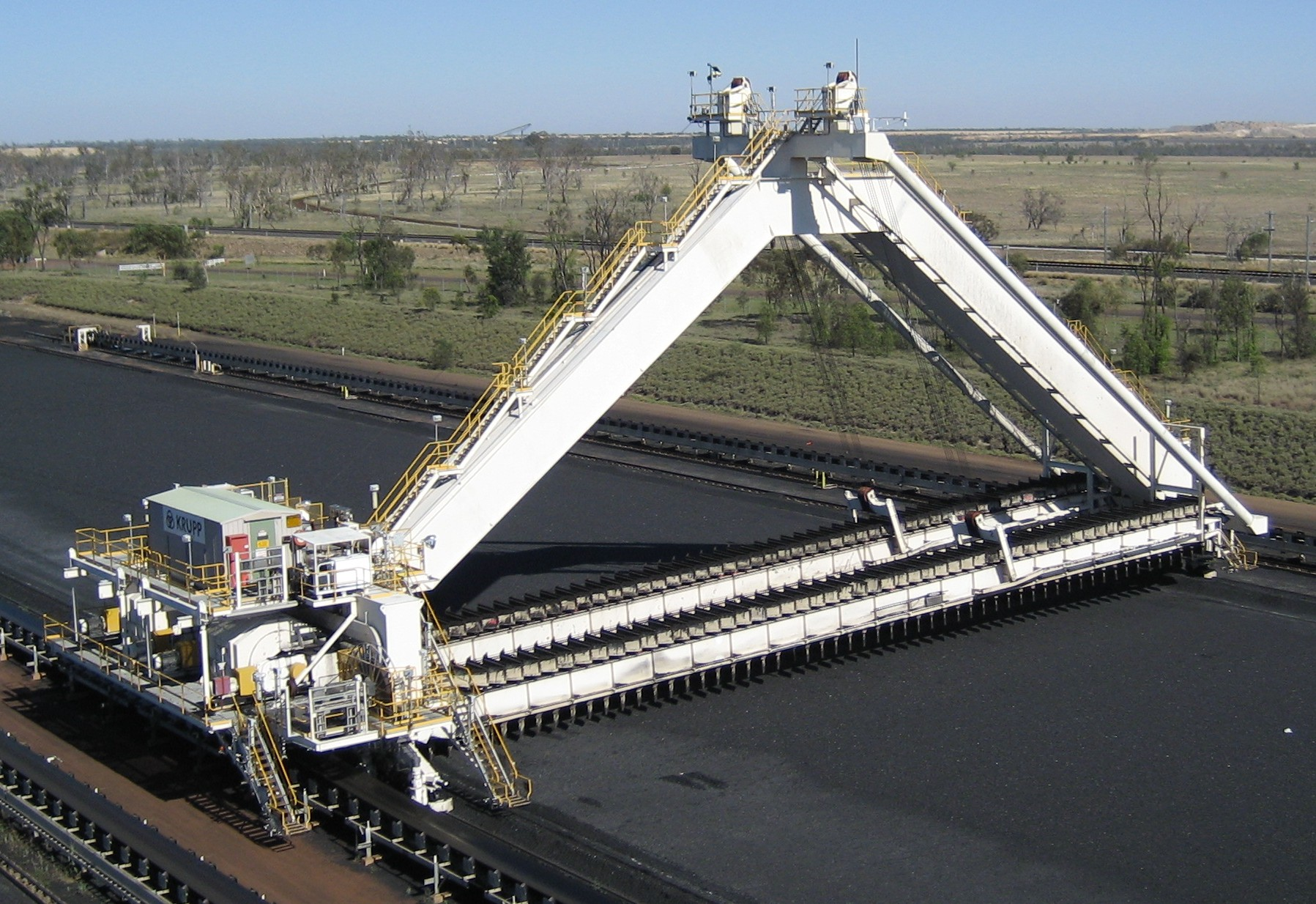
Excavatrice Krupp à portail bipoutre à la mine de Kestrel, Emerald, Queensland.

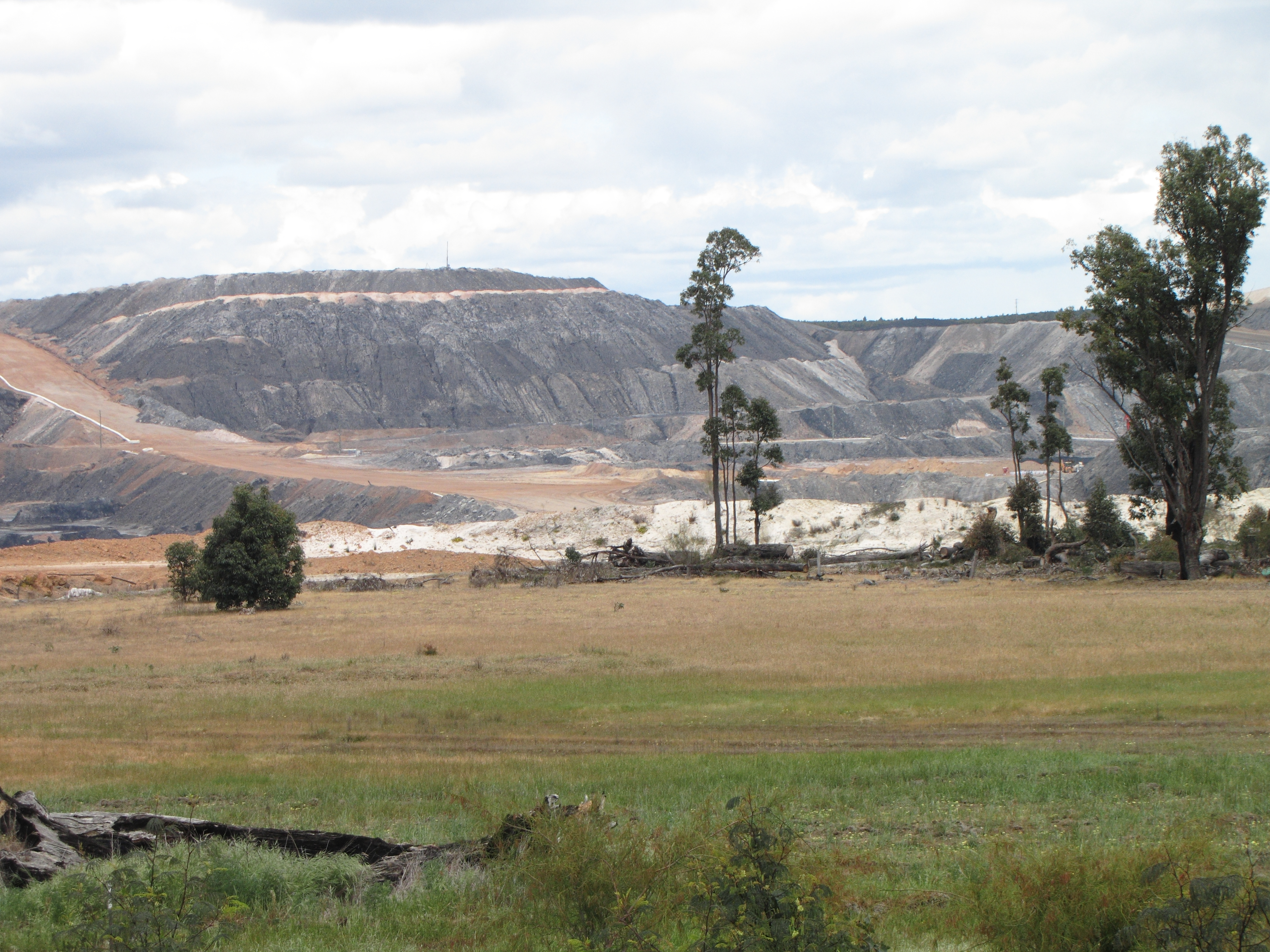
Mine de charbon près de Collie, Australie occidentale.

La première mine de charbon est découverte en septembre 1797 dans une vallée à l'embouchure du fleuve Hunter en Nouvelle-Galles du Sud. La ville de Newcastle (Australie) y sera fondée. À partir de 1799, le charbon est la première exportation de la nouvelle colonie.
L'exploitation minière du charbon commence au début des années 1830 et augmente rapidement durant la seconde moitié du 19e siècle, passant de 369 000 t en 1860 a 1,876 Mt en 1881.
En 2021, le gouvernement australien a autorisé en un mois la prolongation de l'exploitation de trois mines de charbon, la dernière en date étant celle de Mangoola, qui va pouvoir extraire 52 millions de tonnes de charbon supplémentaires au cours des huit prochaines années ; le 16 septembre 2021, il a autorisé le groupe Whitehaven à doubler ses capacités d'extraction à ciel ouvert dans sa mine de Vickery, à 400 km au nord-ouest de Sydney, soit au total 168 millions de tonnes de charbon au cours des 25 prochaines années. Lors de la Conférence de Glasgow de 2021 sur les changements climatiques, où l'Australie a rejeté un accord visant à abandonner progressivement le charbon, le ministre australien des Ressources, Keith Pitt, déclare : « Nous avons très clairement dit que nous ne fermerons pas nos mines de charbon ni nos centrales à charbon [...] nous continuerons d'avoir des marchés pendant des décennies à l'avenir. Et s'ils achètent… nous vendons ».
Selon l'Energy Institute, en 2023, la production de charbon de l'Australie atteignait 455,8 Mt, soit 11,66 EJ (exajoules), au 5e rang mondial avec 6,5 % du total mondial, derrière la Chine (51,9 %), l'Inde (9,3 %), l'Indonésie (8,8 %) et les États-Unis (6,6 %) ; elle a progressé de 3,8 % en 2023, mais reculé de 2,6 % depuis 2013.
La production de charbon brut est tombée de 471 Mt en 2009-2010 à 397 Mt en 2010-2011 du fait des inondations de janvier 2011 dans le Queensland qui ont fait chuter la production de cet État de 30 % ; après traitement, 326 Mt étaient disponibles pour la consommation (-14 % par rapport aux 366 Mt de 2009-10). Des projets miniers de 26,5 milliards de dollars sont en cours, permettant une production supplémentaire de 74 Mt en 2014. La production brute est remontée à 480 Mt en 2011-12 et à 529 Mt en 2012-13 (397 Mt après traitement), dont 415 Mt à ciel ouvert et 114 Mt en souterrain ; 246 Mt en Nouvelle-Galles du Sud et 274 Mt au Queensland.

#### Consommation de charbon
La consommation de charbon en Australie est estimée en 1860 à 369 000 t.
Elle s'est élevée en 2023 à 1,51 EJ (exajoules), au 14e rang mondial avec 0,9 % du total mondial, en baisse de 2,3 % en 2023 et de 20 % depuis 2013. L’Australie consomme seulement 13 % de sa production de charbon.

#### Exportations de charbon
L'exportation de charbon remonte au début de la colonisation britannique massive de l'Australie. L’Australie exporte 29 000 t de charbon en 1851.
En 2023, l’Australie a exporté 9,00 EJ (exajoules) de charbon, se classant au 2e rang mondial des exportateurs avec 25,4 % du total, derrière l'Indonésie (28,2 %) et devant la Russie (15,2 %). Les exportations australiennes ont progressé de 9,6 % en 2023, mais reculé de 1,7 % depuis 2013. Elles étaient destinées pour l'essentiel au Japon (31 %), à la Chine (15 %), à la Corée du sud (11 %), à l'Inde (10 %), au reste de l'Asie (22 %) et à l'Europe (8 %). Les exportations représentent 77 % de la production du pays.
Les exportations de charbon sont passées de 244 Mt en 2006-07 à 336 Mt en 2012-2013, soit +38 % en 6 ans. Les destinations ont été en 2012-13 : Japon 117,8 Mt (35 %) ; Chine : 58,5 Mt Mt (17 %) ; Corée du Sud : 40,8 Mt (12 %) ; Inde : 30,8 Mt (9 %) ; Taïwan : 22,3 Mt (7 %), Union européenne : 16,7 Mt (5 %).
Le principal port d'exportation de charbon est celui de Newcastle, en Nouvelle-Galles du Sud, géré par Port Waratah Coal Services Limited (PWCS), l'un des plus grands du monde, dont la capacité atteint 145 Mt/an ; il exporte le charbon de 30 mines de la Hunter Valley acheminé par trains.
La North Queensland Bulk Ports Corporation (NQBP), entreprise publique de l'État du Queensland, possède quatre ports de commerce dont deux pour le charbon :
- le port de Hay Point, à 40 km au sud de Mackay, a une capacité de 129 Mt/an en cours d'extension à 140 Mt/an, et exporte le charbon des mines du Queensland central ;
- le port d'Abbot Point, à 25 km au nord de Bowen, a une capacité de 50 Mt/an, et exporte le charbon des mines du bassin de Bowen ; des projets d'extension pourraient porter sa capacité à plus de 200 Mt/an.

### Pétrole

Infrastructures pétrolières et gazières en Australie
en rose : gisements de pétrole et de gaz
en bleu marine : gazoducs
en bleu clair : oléoducs.

#### Réserves de pétrole
Les réserves prouvées de pétrole de l'Australie étaient estimées par BGR à 202 Mt (millions de tonnes) fin 2022, soit seulement 0,1 % du total mondial. . Elles représentaient 13 années de production au rythme de 2023 : 15,7 Mt. Elles ont baissé de 64 % depuis 2010. Les ressources supplémentaires, non encore prouvées, sont estimées à 13 791 Mt, dont 306 Mt de pétrole conventionnel et 13 485 Mt de pétrole de schiste.
Selon le Conseil mondial de l'énergie (rapport 2013 sur les ressources mondiales), les réserves prouvées récupérables de l'Australie à fin 2011 (source : Oil & Gas Journal) étaient de 450 millions de tonnes (3,3 milliards de barils), au 29e rang mondial : 0,3 % du total mondial, et sa production 2011 de 21 Mt (154 Mbbl), ce qui laissait 21 ans de réserves. L'exploitation commerciale du pétrole a commencé en 1964 ; les gisements sont nombreux : bassin de Gippsland dans le détroit de Bass au large de l'état de  Victoria, bassin de Cooper en Australie-Méridionale, bassins d'Eromanga et de Surat dans le Queensland, bassin de Carnarvon (côte nord-ouest) au large de l'Australie occidentale, bassin de Bonaparte dans la mer de Timor ; l'Australie occidentale a 64 % des réserves de brut, 75 % de celles de condensats et 58 % de celles de LPG ; le bassin de Carnarvon (72 %) de la production) exporte l'essentiel de sa production, alors que celle de Gippsland est utilisée par les raffineries locales. Les réserves prouvées de pétrole de schiste sont estimées à 32 milliards de barils.

#### Production de pétrole
En 2023, l'Australie a produit 383 kb/j (milliers de barils par jour), soit 15,7 Mt (millions de tonnes) de pétrole, en baisse de 8,3 % en 2023 et de 11 % depuis 2013. Cette production représente seulement 0,3 % de la production mondiale.
La production de pétrole brut et condensats baisse progressivement : 27,6 milliards de litres en 2006-07, 24,1 Mds litres en 2011-12, 21,3 Mds l en 2012-13.

#### Consommation de pétrole
En 2023, l'Australie a consommé 1 056 kb/j (milliers de barils par jour), soit 2,17 EJ (exajoules) de pétrole, en progression de 5,8 % en 2023 et de 4 % depuis 2013. Elle représente 1,1 % de la consommation mondiale. Sa production couvre 36 % de sa consommation.

#### Exportations et importations de pétrole
Les exportations de pétrole brut ont progressé de 16 Mds l en 2006-07 à 18,8 Mds l en 2012-13 avec un maximum à 19,6 Mds l en 2010-2011, dont 18,8 Mds l de brut et 2,4 Mds l de GPL ; les exportations de brut se sont réparties en : Singapour 22 %, Chine 15 %, Corée du Sud 13 %, Japon 9 %...
Les importations de pétrole brut ont atteint 30 Mds litres en 2012-13, dont : Malaisie 18 %, Émirats arabes unis 15 %, Indonésie 12 %, Vietnam 8 %, Nouvelle-Zélande 6 %...

### Gaz naturel

#### Réserves de gaz naturel

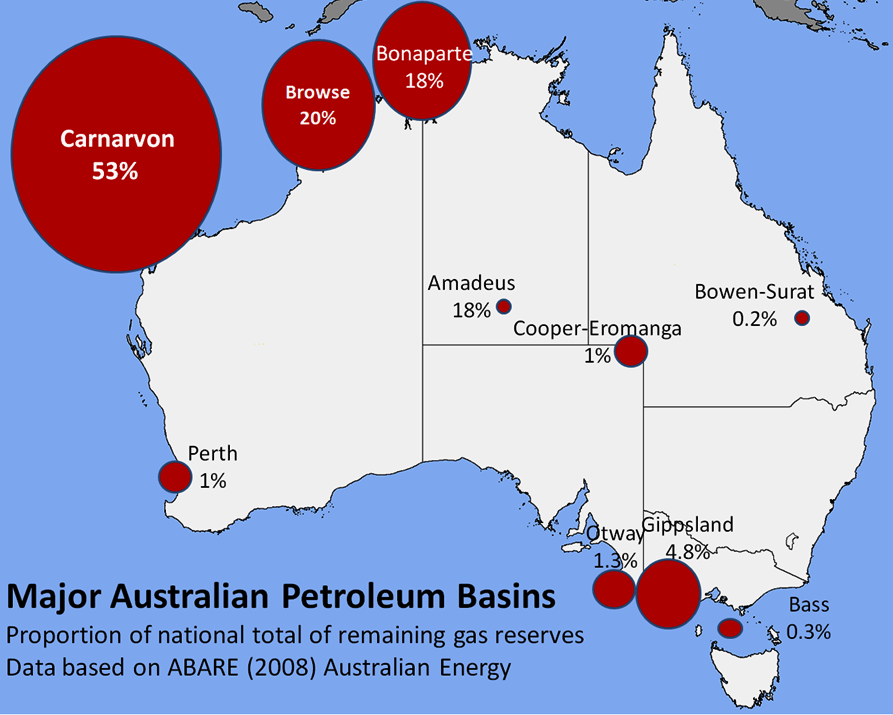
Répartition des réserves de gaz naturel de l'Australie, 2008

Les réserves prouvées de gaz naturel de l'Australie étaient estimées par BGR à 1 815 Gm3 (milliards de m³) fin 2022, soit 0,9 % du total mondial, au 19e rang mondial, dont 749 Gm3 de gaz de couche. Elles représentent 12 années de production au rythme de 2023 : 151,7 Gm3. Elles ont baissé de 38 % depuis 2010. Les ressources supplémentaires, non encore prouvées, sont estimées à 23 181 Gm3, dont 4 840 Gm3 de réserves conventionnelles, 1 000 Gm3 de gaz de réservoir compact, 11 500 Gm3 de gaz de schiste et 5 841 Gm3 de gaz de couche.
Selon le Conseil mondial de l'énergie, les réserves prouvées récupérables de l'Australie à fin 2012 (source : Oil & Gas Journal) étaient de 789 Mds m3, au 27e rang mondial, et sa production 2011 de 45 Mds m3, ce qui laissait 17,5 ans de réserves ; l'Australie pourrait avoir également des réserves significatives de gaz de schiste, mais elles n'ont pas été explorées jusqu'ici. Près de 92 % des ressources sont situées en mer sur la côte nord-ouest. Les réserves de gaz conventionnel non découvertes ont été estimées à 3 228 Mds m3 par Geoscience Australia et ABARE. En 2010 l'Australie était le 4e exportateur mondial de GNL, et 48 % de sa production était exportée sous forme de GNL, dont 70 % vers le Japon, 21 % vers la Chine et 5 % vers la Corée du Sud ; la capacité d'exportation de GNL devrait être multipliée par quatre au cours des prochaines années.

#### Production de gaz naturel

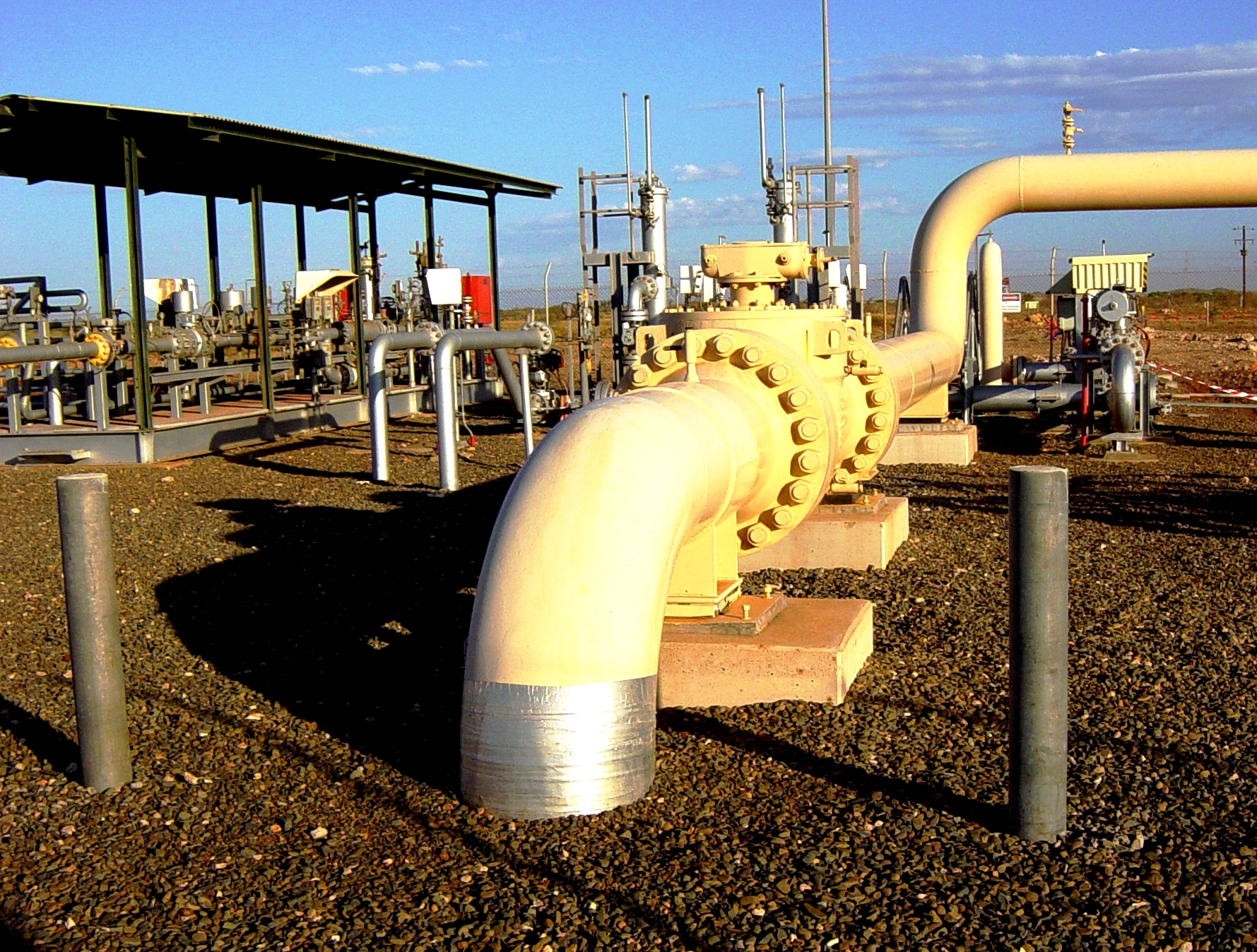
Gazoduc en Australie Occidentale, 2004

En 2023, selon l'Energy Institute, l'Australie a produit 151,7 Gm3 (milliards de m³) de gaz naturel, soit 5,46 EJ (exajoules), en baisse de 1,6 % en 2023, mais en progression de 150 % depuis 2013. Elle se classe au 7e rang mondial avec 3,7 % de la production mondiale.

#### Consommation de gaz naturel
En 2023, l'Australie a consommé 40,1 Gm3 de gaz naturel, soit 1,44 EJ (exajoules), en baisse de 7,2 % en 2023, mais en progression de 14 % depuis 2013. Cette consommation représente 1,0 % de la consommation mondiale. L'Australie consomme 26 % de sa production.
En 2022, les effets indirects de la crise énergétique mondiale de 2021-2022 menacent la côte est du pays d'une pénurie de 10 % de sa consommation en gaz naturel. En effet, les producteurs gaziers déroutent de plus en plus leur production excédentaire sur les marchés spot à l'étranger, où les prix du GNL battent leurs records. Le prix du gaz sur la côte est a plus que triplé en un an, pour atteindre le montant record de 28,40 dollars par gigajoule, et celui de l'électricité, plus que doublé.

#### Exportations de gaz naturel
En 2023, les exportations de gaz naturel australien sous forme de GNL ont atteint 107,4 Gm3 (milliards de m³), comme en 2022, et en progression de 252 % depuis 2013, au 3e rang mondial des exportations de GNL (19,6 % du total mondial) derrière les États-Unis (20,8 %) et le Qatar (19,7 %), et au 5e rang mondial des exportations totales avec 8,8 % du total mondial, derrière les États-Unis (16,6 %), la Russie (11,3 %), le Qatar (10,4 %) et la Norvège (9,5 %). Les exportations australiennes ont été destinées surtout au Japon (35 %), à la Chine (31 %), à la Corée du Sud (13 %) et à Taïwan (10 %). L'Australie a importé 0,9 Gm3 de Papouasie-Nouvelle-Guinée par gazoduc.
L'Australie prévoyait fin 2018 de devenir en 2019 le premier exportateur mondial de GNL, devançant le Qatar, avec 77 Mt d'exportations contre 62 Mt en 2017-18, grâce à l'entrée en activité de plusieurs grands projets tels qu'Ichthys. Mais l'Agence internationale de l'énergie estime qu'en 2023, la capacité d'exportation du Qatar atteindra 105 Mds m3 contre 101 Mds m3 pour les États-Unis et 98 Mds m3 pour l'Australie.

### Uranium et thorium

Production annuelle d'uranium de l'Australie de 1989 à 2013 en milliers de tonnes
source : Bureau australien des statistiques.

L'Australie est au 1er rang mondial pour ses réserves d'uranium : 1 684 100 tonnes de réserves prouvées récupérables en 2021, soit 28 % des réserves mondiales, très loin devant le second, le Kazakhstan (13 %).
Pour les réserves de thorium, elle est au 3e rang, derrière l'Inde et le Brésil : 595 000 tonnes de réserves estimées en 2016, soit 9,4 % des réserves mondiales.
La production d'uranium de l'Australie se classait en 2021 au 4e rang mondial avec 4 192 tonnes d'uranium contenu, soit 8,7 % de la production mondiale, loin derrière le Kazakhstan (21 819 tonnes U. En 2020, elle était le 2e producteur mondial avec 13 % de la production mondiale.
En 2022, la production d'oxyde d'uranium (U3O8) a été de 4 820 t (4 087 tU) contre 7 798 t en 2019 ; la production de l'exercice 2022 se répartit en :
- Mine d'Olympic Dam : 3 317 t (3 967 t en 2019)
- Mine d'uranium Ranger :  0 (1 751 t en 2019)
- Four Mile : 1 503 t (2 080 t en 2019).

La production d'U3O8 est passée de 9 941 t en 2008 à 7 315 t en 2020 avec un minimum à 5 897 t en 2014, puis un fort recul en 2021 à 4 943 t.
Les exportations d'U3O8 sont passées de 9 663 t en 2008 à 7 351 t en 2020 avec un minimum à 5 669 t en 2014, puis sont tombées à 5 817 t en 2021.
|                                | 2007   | 2008  | 2009   | 2010  | 2011  | 2012  | 2013  | 2014  | 2015  | 2016  | 2017  | 2018  | 2019  | 2020  | 2021  | 2022  |
| Production (tonnes U3O8)       | 10 145 | 9 941 | 9 413  | 6 958 | 7 056 | 8 244 | 7 488 | 5 897 | 6 668 | 7 447 | 6 937 | 7 696 | 7 798 | 7 315 | 4 943 | 4 820 |
| Production (tonnes U contenu)  | 8 603  | 8 430 | 7 982  | 5 900 | 5 983 | 6 991 | 6 350 | 5 000 | 5 654 | 6 315 | 5 882 | 6 526 | 6 612 | 6 203 | 4 192 | 4 087 |
| Exportation (tonnes U3O8)      | 10 232 | 9 663 | 9 706  | 6 888 | 6 628 | 8 116 | 7 317 | 5 669 | 6 969 | 7 679 | 6 753 | 7 158 | 8 228 | 7 351 | 5 817 |       |
| Exportation (tonnes U contenu) | 8 676  | 8 194 | 8 230  | 5 841 | 6 170 | 6 882 | 6 205 | 4 807 | 5 909 | 6 511 | 5 726 | 6 070 | 6 977 | 6 234 | 4 933 |       |
| Prix export (AUD/kg U3O8)      | 86,11  | 77,54 | 114,90 | 88,3  | 88,4  | 95,6  | 96,2  | 88,9  | 115,1 | 93,1  | 78,2  | 87,5  | 91,5  | 107   | 122,4 |       |

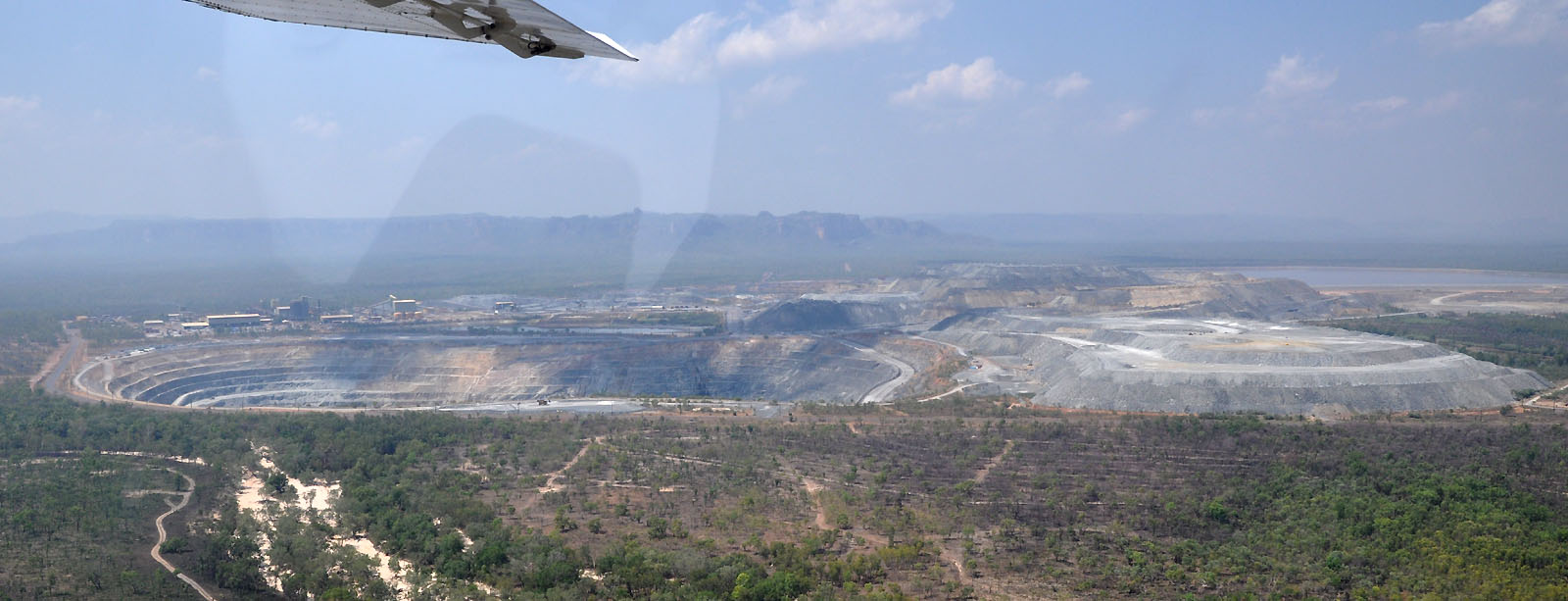
Mine d'uranium Ranger (photo de 2009).

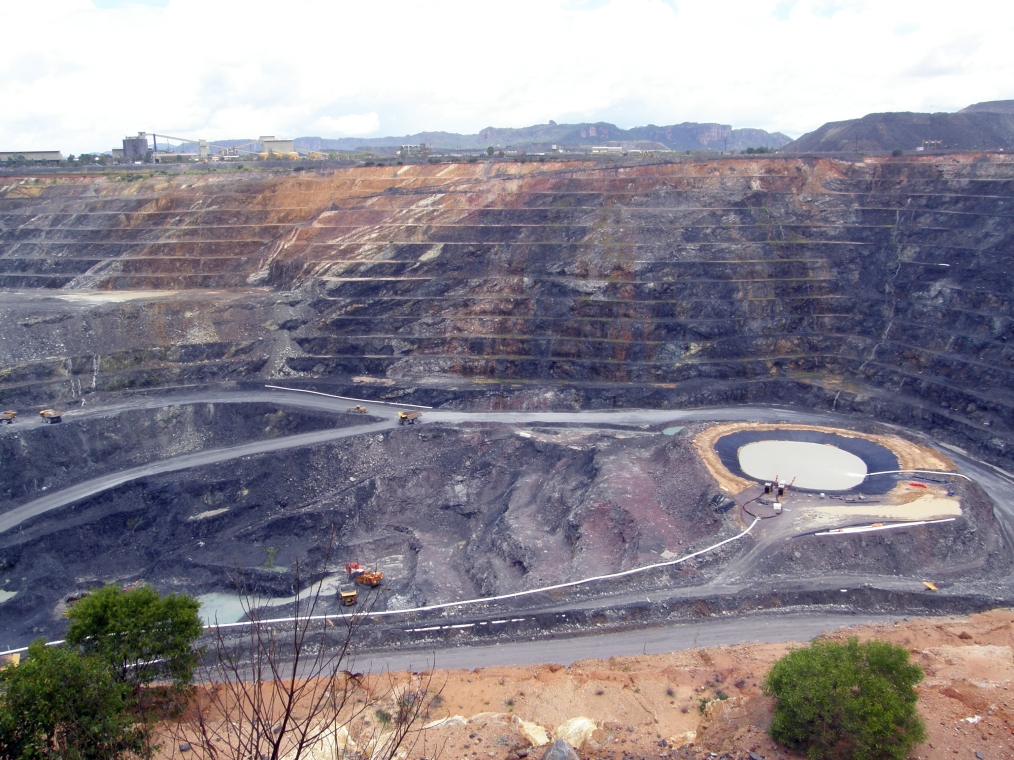
Puits ouvert de la mine d'uranium Ranger 3 (photo de 2009).

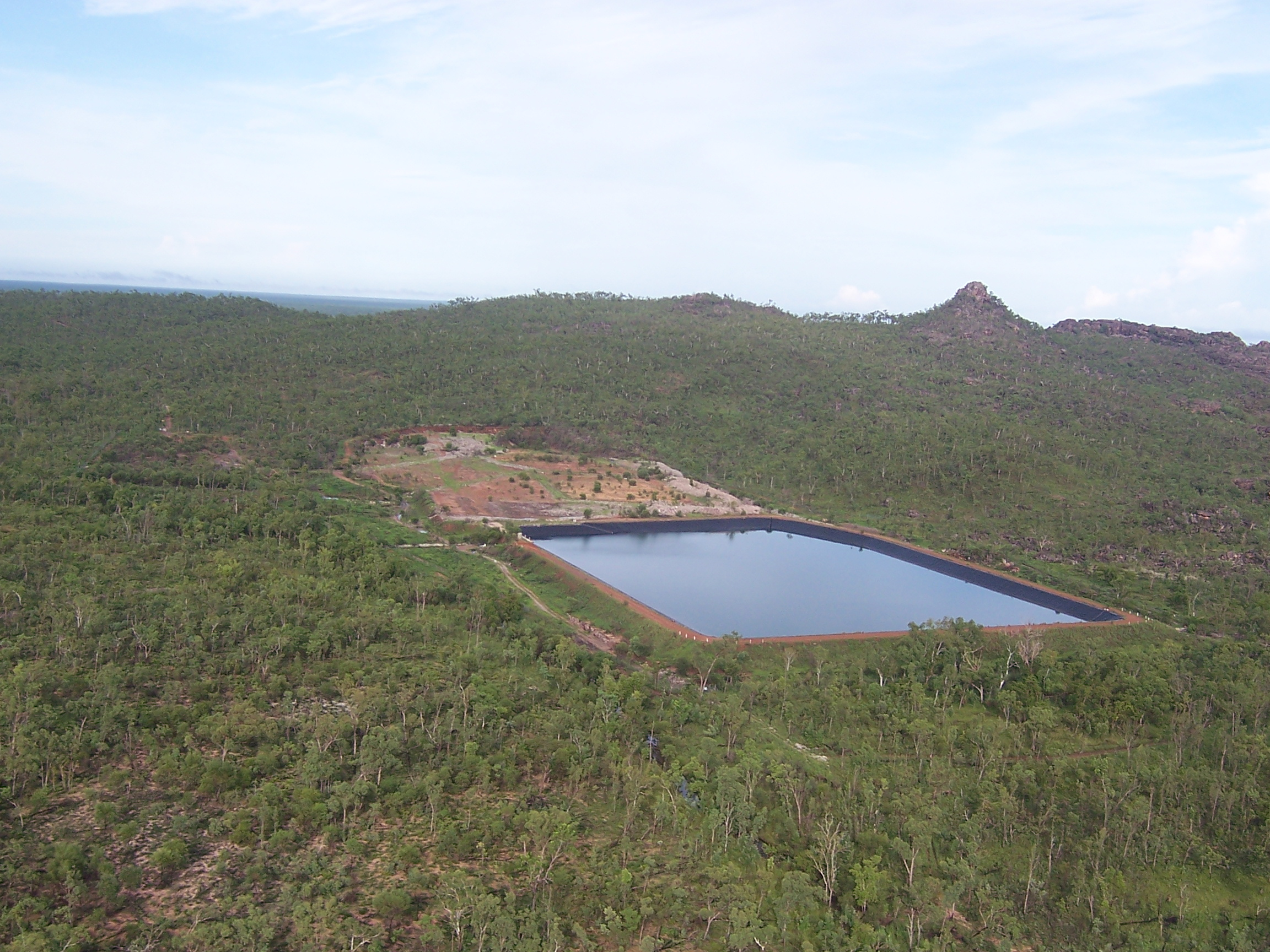
Site d'exploration du gisement de Jabiluka (2008) ; au premier plan, le bassin de rétention.

En 2021, la production d'U3O8 a été exportée vers les États-Unis pour plus de la moitié (environ 15 % des approvisionnements des États-Unis) ; l'Europe a importé 1 671 t d'Australie en 2020, soit 13 % de ses besoins ; le Japon a contracté pour 2 500 t/an, la Corée du sud pour 1 500 t/an, la Chine pour 500 t/an, Taïwan pour 500 t/an et l'Inde pour 300 t/an.
Dès les années 1930, des minerais étaient extraits à Radium Hill et à Mount Painter en Australie-Méridionale pour fournir du radium à usage médical. Quelques centaines de kilogrammes d'uranium étaient tirés de ce processus comme sous-produits. Les minerais d'uranium en tant que tels furent extraits et traités en Australie à partir des années 1950 à 1971. Radium Hill en Australie-Méridionale, Rum Jungle dans le Territoire du Nord et Mary Kathleen dans le Queensland étaient les principaux producteurs d'uranium. La production cessa soit lorsque les réserves furent épuisées, soit lorsque les contrats eurent été remplis. Les ventes étaient destinées en priorité aux programmes d'armement des États-Unis et du Royaume-Uni à cette époque. Cependant, la plus grande part était utilisée pour la production d'électricité, dont le développement stimula une seconde vague d'exploration à la fin des années 1960. Au total, près de 60 gisements d'uranium ont été identifiés depuis les années 1950 jusqu'à la fin des années 1970, souvent par de grandes compagnies avec de gros budgets. Depuis lors, seuls deux nouveaux gisements significatifs ont été découverts : Kintyre et Beverley Four Mile. Le mini-boom d'exploration de 2002-07 a été mené par de petites compagnies concentrées sur la réévaluation de gisements connus. La mine de Beverley a fermé en 2014 et celle d'Honeymoon en 2013, mais elles pourraient reprendre leur production au cas où les prix de l'uranium remonteraient.
La mine d'uranium Ranger, située dans le parc national de Kakadu, dans le Territoire du Nord à 230 km à l'est de Darwin, a produit (après extraction chimique) plus de 4 000 tonnes par an d'oxyde d'uranium à l'apogée de son histoire. La mine a été mise en service en 1980, l'usine associée atteignant sa pleine production d'oxyde d'uranium en 1981. La mine et l'usine sont exploitées par "Energy Resources of Australia" (ERA), filiale à 68 % du groupe Rio Tinto.
En 2008, la mine a produit 10 % des besoins mondiaux en uranium ; ERA a annoncé la découverte d'un nouveau filon, contigu au puits Ranger 3 en exploitation ; la contenance de ce filon, dénommé Ranger 3 Deeps, est estimée à 34 000 t d'oxyde d'uranium contenu, et figure parmi les découvertes d'uranium les plus significatives au monde des dernières années.
La mine Ranger est l'une des trois plus grandes mines d'uranium du monde par sa production cumulée : plus de 110 000 t tonnes d'UO2 en 2012. Elle a produit 2 960 t de dioxyde d'uranium en 2013, en baisse de 20 % (2012: 3 710 t) ; le puits Ranger 3 est épuisé et ERA prépare la mise en exploitation de Ranger 3 Deeps dès que les autorisations nécessaires lui auront été délivrées.
La mine d'Olympic Dam, située dans l'état d'Australie-Méridionale, à 560 km au nord d'Adélaïde, est exploitée depuis 1988 ; le gisement, souterrain (environ 350 mètres sous la surface), est le plus grand gisement d'uranium connu au monde ; la mine produit du cuivre, avec de l'or et de l'uranium comme principaux sous-produits. La capacité annuelle de production d'oxyde d'uranium a été étendue de 1 800 à 4 600 t d'U3O8. La mine appartient à BHP Billiton depuis 2005. Il est prévu d'accroître grandement la taille de la mine et sa production en accédant au gisement par une énorme puits ouvert d'environ 4,1 x 3,5 km et 1 000 m de profondeur ; la production pourrait être portée à 19 000 t d'U3O8/an ; mais en août 2012 BHP Billiton a annoncé son intention de revoir ce projet pour rechercher des solutions moins coûteuses.
L'exploitation de la petite mine de Beverley en Australie-Méridionale a débuté en 2000, à 520 km au nord d'Adélaïde, dans la plaine au nord-ouest de Lake Frome. Elle a été la première mine à lixiviation in situ (ISL) d'Australie, accédant à un gisement de paléochenal de sable dans un aquifère salin. Elle a été autorisée à produire 1 180 t/an d'U3O8 (1 000 t U), et atteignit ce niveau en 2004, mais la production a décliné depuis. Elle appartient à Heathgate Resources Pty Ltd, filiale minière de l'américain General Atomics. En décembre 2010 cette compagnie a reçu du gouvernement l'autorisation d'exploiter les gisements de Beverley North, d'où provient maintenant presque toute la production traitée dans l'usine de Beverley plant ; ce gisement est contigu avec ceux de Four Mile appartenant à Alliance, qui a commencé sa production à Four Mile est en avril 2014, utilisant l'usine satellite Pannikin de Heathgate. Le gisement de Four Mile a des réserves de 32 000 t d'U3O8.
La mine à lixiviation in situ (ISL) d'Honeymoon en Australie-Méridionale a commencé à produire en 2011. Le gouvernement a donné son approbation au développement de la mine en novembre 2001 mais le propriétaire Uranium One, basé à Toronto, a réévalué les réserves avant d'initier le développement en 2007. En 2008 Mitsui s'est joint au projet comme partenaire de coentreprise à 49 %. La production est montée en puissance à 400 t/an. En 2012 la production prévue était de 275 tonnes d'U3O8 à 47 $/lb, soit trois fois le coût moyen de production au Kazakhstan, et en fait la production s'avéra inférieure à la prévision. Mitsui se retira alors du projet. En novembre 2013, Uranium One ferma la mine et la mit sous cocon dans l'attente d'une remontée des prix de l'uranium.
Le gisement de Jabiluka dans le Territoire du Nord, découvert en 1971-73 à 20 km au nord de la mine de Ranger, a des ressources de plus de 130 000 t d'oxyde d'uranium ; c'est un des plus grands gisements d'uranium à haute teneur ; après maintes péripéties, ERA a obtenu l'autorisation d'exploitation, mais attend d'avoir conclu un accord avec les tribus Aborigènes locales avant de mettre le gisement en exploitation. L'opposition était principalement menée par l'aînée (de) Yvonne Margarula appartenant au peuple aborigène australien Mirarr (de).
En mai 2008, Quasar Resources, filiale de Heathgate Resources, a sollicité une licence minière pour le gisement de Four Mile, contigu avec celui de Beverley, avec un objectif de production initial de 680 t/an d'U3O8 et 2 000 t/an en phase 3 ; Alliance Resources Ltd est partenaire de coentreprise à 25 % ; après des dissensions entre les deux partenaires sur le mode d'exploitation et de traitement, Quasar Resources a démarré en avril 2014 l'exploitation de la partie est du gisement, en visant une production initiale de 970 t d'U3O8 par an.
Plusieurs autres projets d'exploitation de gisements sont en préparation.

## Consommation d'énergie primaire

consommation d'énergie primaire de l'Australie, source Our World in Data

La consommation d'énergie primaire de l'Australie atteignait 5 667 PJ en 2023, en progression de 57,1 % par rapport à 1990. Elle se répartissait en 90,2 % d'énergies fossiles (charbon : 28,7 %, pétrole : 34,7 %, gaz naturel : 26,9 %) et 9,8 % d'énergies renouvelables (biomasse-déchets : 3,8 %, éolien et solaire : 5,1 %, hydroélectricité : 1,0 %).
La consommation d'énergie primaire par habitant de l'Australie s'élevait en 2023, dans les statistiques de l'Agence internationale de l'énergie, à 212,6 GJ, soit 2,7 fois la moyenne mondiale : 78,3 GJ en 2022 ; celle de la France était de 130,6 GJ, celle de la Chine de 112,4 GJ et celle des États-Unis de 268,9 GJ.
L'Energy Institute estime la consommation d'énergie primaire de l'Australie à 6,02 EJ en 2023, soit 1,0 % de la consommation mondiale, et sa consommation d'énergie primaire par habitant à 227,7 GJ, soit 3 fois la moyenne mondiale (77 GJ), supérieure de 70 % à celle de la France (133,8 GJ), mais inférieure de 18 % à celle des États-Unis (277,3 GJ).
| Source                                                  | 1990  | %    | 2000  | %    | 2010  | %    | 2020  | %    | 2023  | % 2023 | var. 2023/1990 |
| Charbon                                                 | 1 461 | 40,5 | 2 016 | 44,5 | 2 113 | 39,8 | 1 783 | 31,7 | 1 624 | 28,7 % | +11 %          |
| Pétrole                                                 | 1 306 | 36,2 | 1 430 | 31,6 | 1 742 | 32,8 | 1 857 | 33,1 | 1 964 | 34,7 % | +50 %          |
| Gaz naturel                                             | 619   | 17,2 | 807   | 17,8 | 1 177 | 22,1 | 1 557 | 27,7 | 1 522 | 26,9 % | +146 %         |
| Total fossiles                                          | 3 386 | 93,9 | 4 253 | 94,0 | 5 032 | 94,7 | 5 197 | 92,5 | 5 111 | 90,2 % | +51 %          |
| Hydraulique                                             | 51    | 1,4  | 59    | 1,3  | 49    | 0,9  | 53    | 0,9  | 57    | 1,0 %  | +11 %          |
| Biomasse-déchets                                        | 166   | 4,6  | 211   | 4,7  | 205   | 3,9  | 198   | 3,5  | 213   | 3,8 %  | +28 %          |
| Solaire, éolien, géoth.                                 | 3,4   | 0,1  | 4     | 0,1  | 30    | 0,6  | 168   | 3,0  | 287   | 5,1 %  | x84,2          |
| Total EnR                                               | 220   | 6,1  | 274   | 6,0  | 284   | 5,3  | 418   | 7,5  | 556   | 9,8 %  | +153 %         |
| Total                                                   | 3 606 | 100  | 4 526 | 100  | 5 316 | 100  | 5 615 | 100  | 5 667 | 100 %  | +57 %          |
| Source des données : Agence internationale de l'énergie |       |      |       |      |       |      |       |      |       |        |                |

## Consommation finale d'énergie
La consommation finale d'énergie de l'Australie s'est élevée à 3 310 PJ en 2022, en progression de 39,5 % depuis 1990, dont 51,4 % de produits pétroliers, 15,7 % de gaz naturel et 24,0 % d'électricité, répartie entre les transports (38,4 %), l'industrie (28,7 %), le secteur résidentiel (14,4 %), le secteur tertiaire (9,2 %), l'agriculture (3,1 %) et les usages non-énergétiques (6,1 %).

## Secteur électrique

### Organisation du secteur
Jusqu'au début des années 1990, la quasi-totalité du secteur électrique était nationalisée, pour l'essentiel au niveau des États fédérés.
Le mouvement mondial de déréglementation a commencé à atteindre l'Australie en 1995, avec l'arrivée au pouvoir dans l'État de Victoria du gouvernement libéral de Jeff Kennett (1992-1999) qui a lancé un programme de privatisations, en particulier de State Electricity Commission of Victoria (SECV), monopole public du secteur électrique : la SECV fut démembrée en cinq compagnies de distribution et commercialisation (absorbant au passage les MEUs, entreprises municipales d'électricité), cinq compagnies de production et une compagnie de transport. Ces compagnies furent transformées en sociétés, puis privatisées entre 1995 et 1999 ; la centrale de Loy Yang a été privatisé en 1995, celle d'Hazelwood en 1996, puis les centrales hydroélectriques, et la distribution en 1998-99. Seul resta dans les mains de l'État l'opérateur du marché de gros de l'électricité Victorian Power Exchange (VPX).
En mai 2012 le Parlement des Nouvelle-Galles du Sud a voté une loi de privatisation des entreprises de production d'électricité de l'État. En septembre 2013 les centrales de Mt Piper et de Wallerawang ont été vendues à Energy Australia. Macquarie Generation est en cours de rachat par AGL Energy.
En août 2019, le groupe pétrolier anglo-néerlandais Royal Dutch Shell, qui est déjà l'un des principaux producteurs de gaz en Australie, lance une offre publique d'achat sur ERM Power, numéro deux du pays en matière de fourniture d'électricité aux entreprises et à l'industrie avec 25 % du secteur derrière Origin Energy ; ERM a accepté l'offre.

### Production d'électricité
La part des énergies renouvelables dans la production d'électricité atteint 48,7 % sur la dernière semaine d'août 2024, grâce à des conditions de vent favorables à l'éolien. Le gouvernement fédéral annonce six projets pour permettre le stockage de 1 000 MW d'électricité d'ici 2027.
L'électricité produite en Australie en 2023 s'élevait à 274,5 TWh et provenait pour 66,1 % de centrales thermiques fossiles (charbon : 46,5 %, gaz naturel : 17,8 %, pétrole : 1,8 %) et pour 33,9 % de sources d'énergies renouvelables (production hydroélectrique : 6,1 %, éolien : 11,4 %, solaire : 15,3 %, biomasse : 1,1 %).
En 2023, selon les estimations de l'Energy Institute, l'Australie a produit 273,1 TWh, en progression de 0,1 % en 2023 et de 9,4 % depuis 2013, soit 0,9 % de la production mondiale, au 20e rang mondial, très loin derrière la Chine (31,6 %), les États-Unis (15,0 %) et l'Inde (6,5 %). Cette production se répartissait en 64,9 % de combustibles fossiles (charbon : 46 %, gaz naturel : 17,1 %, pétrole : 1,8 %) et 34,9 % d'énergies renouvelables (hydroélectricité 5,6 %, autres 29,3 %). La production d'électricité solaire est estimée à 45 TWh (16,5 %), celle de l'éolien à 31,9 TWh (11,7 %), celle tirée de la biomasse et des déchets à 3,1 TWh (1,1 %).
| Source                                                   | 1990   | %    | 2000   | %    | 2010   | %    | 2020   | %    | 2023   | % 2023 | var. 2023/1990 |
| Charbon                                                  | 121,48 | 78,4 | 174,24 | 82,9 | 180,21 | 71,3 | 145,52 | 54,9 | 127,63 | 46,5 % | +5 %           |
| Pétrole                                                  | 3,55   | 2,3  | 1,78   | 0,8  | 6,10   | 2,4  | 4,51   | 1,7  | 4,86   | 1,8 %  | +37 %          |
| Gaz naturel                                              | 14,36  | 9,3  | 16,24  | 7,7  | 44,58  | 17,6 | 55,22  | 20,8 | 48,86  | 17,8 % | +240 %         |
| Total fossiles                                           | 139,39 | 89,9 | 192,27 | 91,5 | 230,89 | 91,4 | 205,25 | 77,4 | 181,36 | 66,1 % | +30 %          |
| Hydraulique                                              | 14,88  | 9,6  | 16,72  | 8,0  | 13,55  | 5,4  | 15,15  | 5,7  | 16,67  | 6,1 %  | +12 %          |
| Biomasse                                                 | 0,75   | 0,5  | 1,13   | 0,5  | 2,78   | 1,1  | 3,35   | 1,3  | 3,09   | 1,1 %  | +312 %         |
| Éolien                                                   | 0      |      | 0,06   | 0,03 | 5,05   | 2,0  | 20,40  | 7,7  | 31,38  | 11,4 % | ns             |
| Solaire PV                                               | 0      |      | 0,04   | 0,02 | 0,39   | 0,15 | 21,03  | 7,9  | 41,96  | 15,3 % | ns             |
| Total EnR                                                | 15,63  | 10,1 | 17,95  | 8,5  | 21,80  | 8,6  | 59,93  | 22,6 | 93,11  | 33,9 % | +496 %         |
| Total                                                    | 155,02 | 100  | 210,22 | 100  | 252,66 | 100  | 265,17 | 100  | 274,47 | 100 %  | +77 %          |
| Source des données : Agence internationale de l'énergie. |        |      |        |      |        |      |        |      |        |        |                |

Le solaire thermodynamique produisait 3 GWh en 2023.
Le Premier ministre, Scott Morrison, a estimé en octobre 2018 qu’il était peut-être temps de revenir sur le moratoire de 1999 interdisant l’utilisation de l’énergie nucléaire pour produire de l’électricité. Le prix de l'électricité atteint en effet 250 à 310 €/MWh, soit autant qu’en Allemagne, et les émissions de CO2 sont aussi élevées qu'aux États-Unis, trois fois plus qu'en France, l'électricité étant produite à plus de 80 % à partir de combustibles fossiles, en majorité du charbon.

#### Thermique fossile

Principales centrales thermiques australiennes
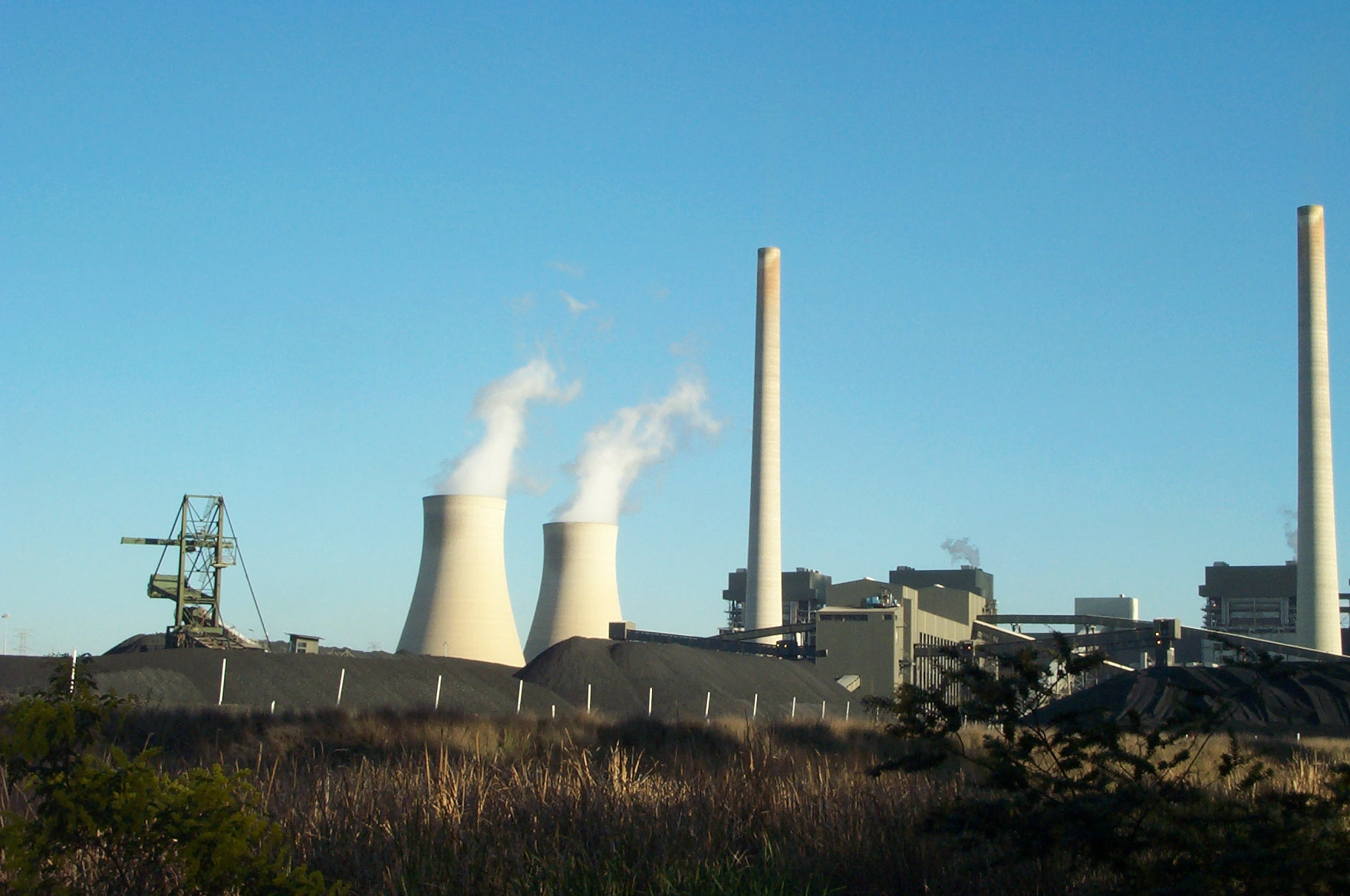
Centrale thermique de Bayswater, Nouvelle-Galles du Sud.
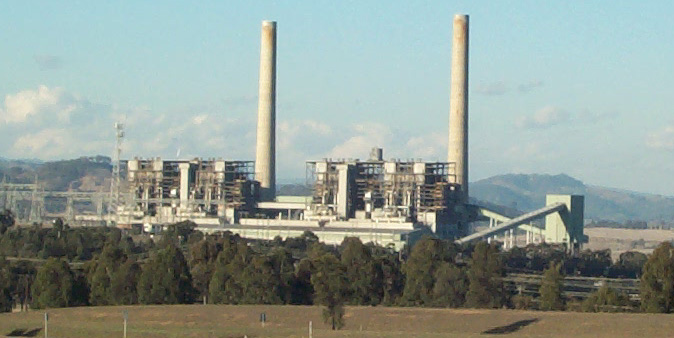
Centrale de Liddell, Nouvelle-Galles du Sud.
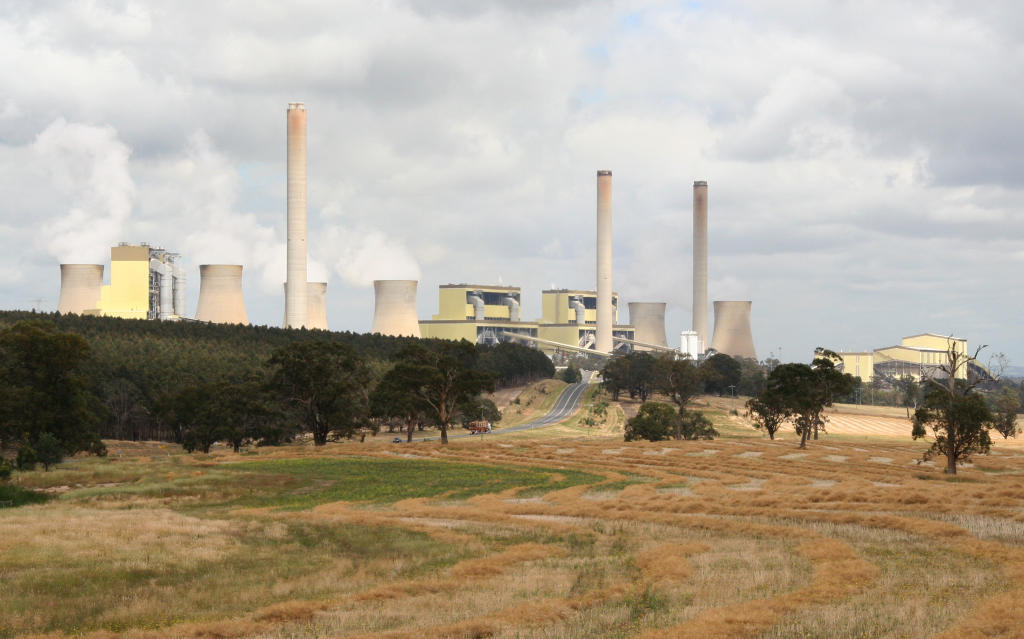
Centrale thermique de Loy Yang (lignite), Victoria.
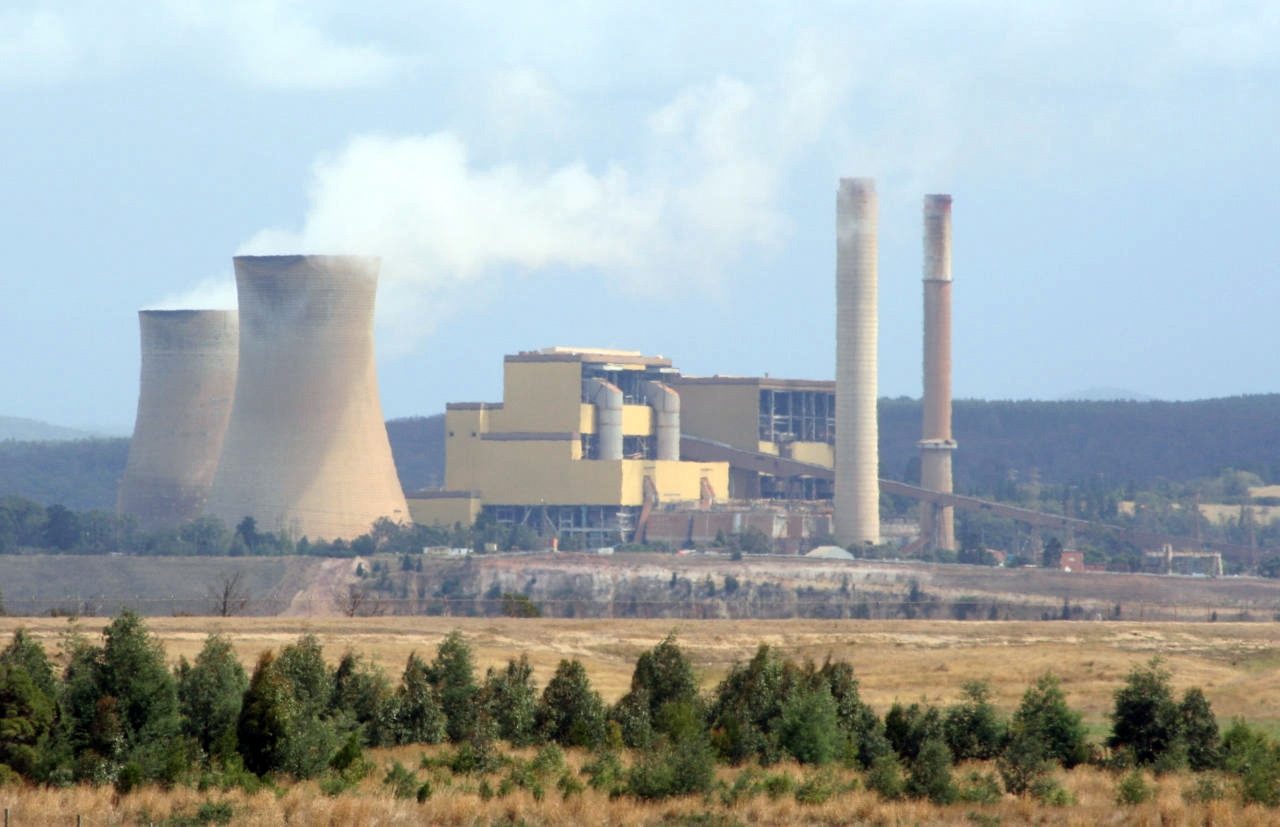
Centrale au lignite Yallourn W, Victoria.
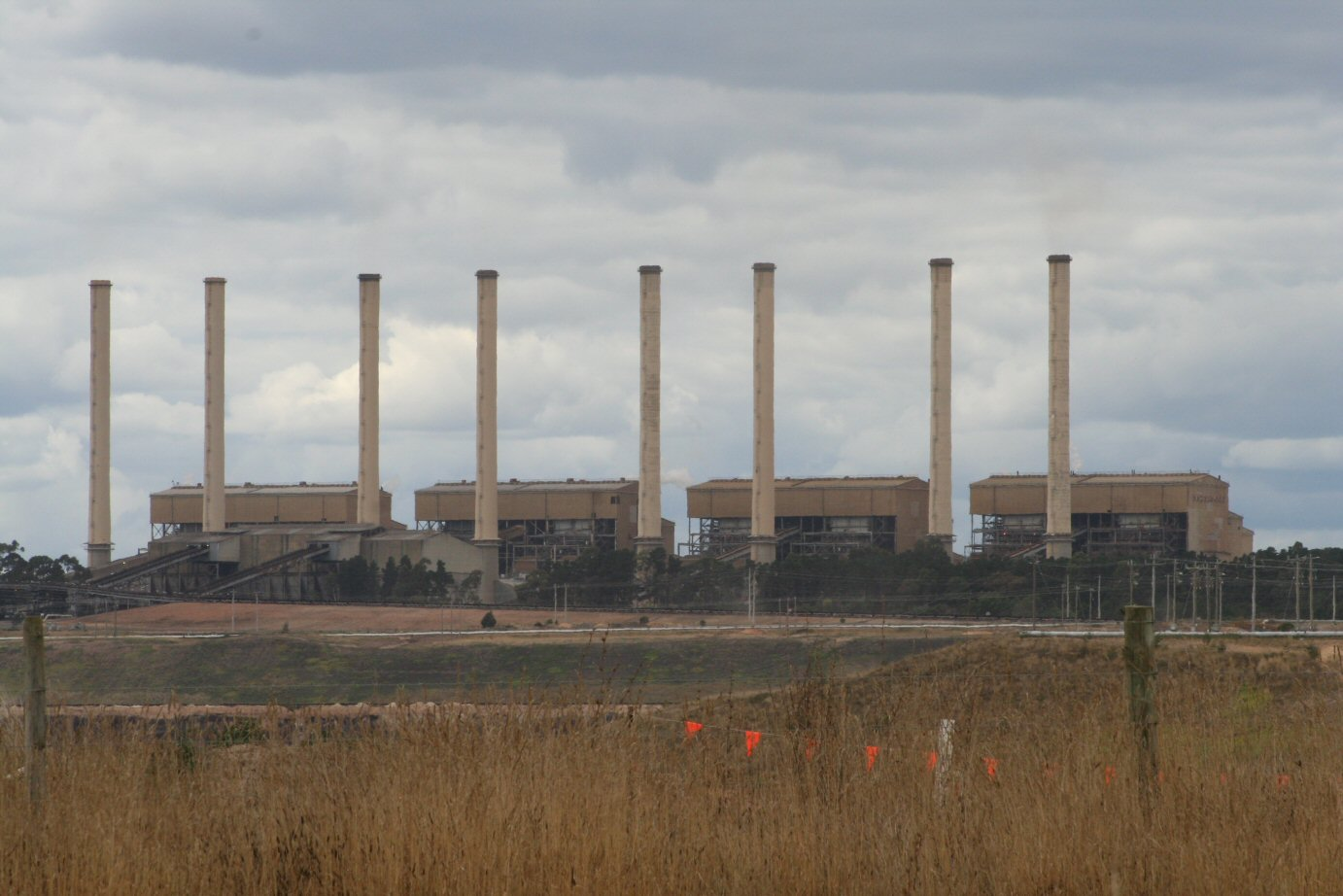
Centrale au lignite de Hazelwood, Victoria.
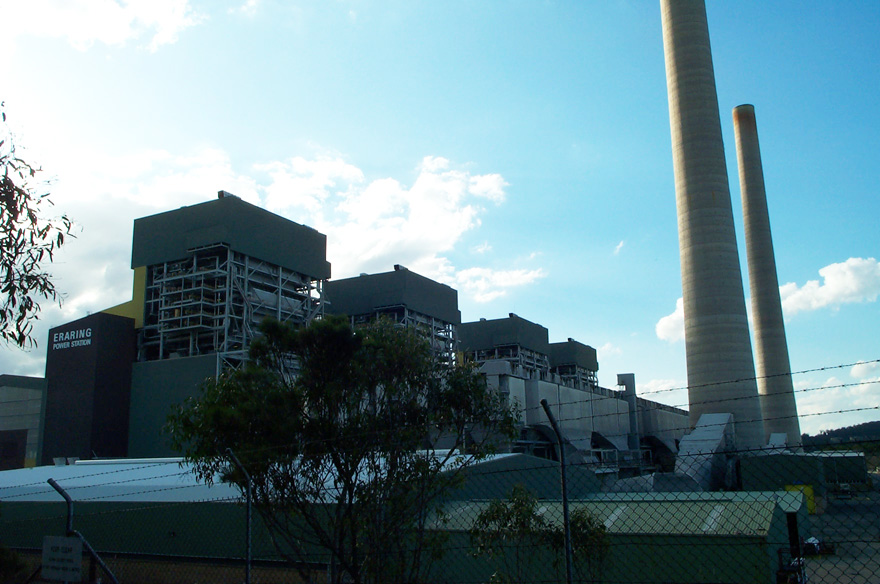
Centrale thermique d'Eraring, Nouvelle-Galles du Sud.
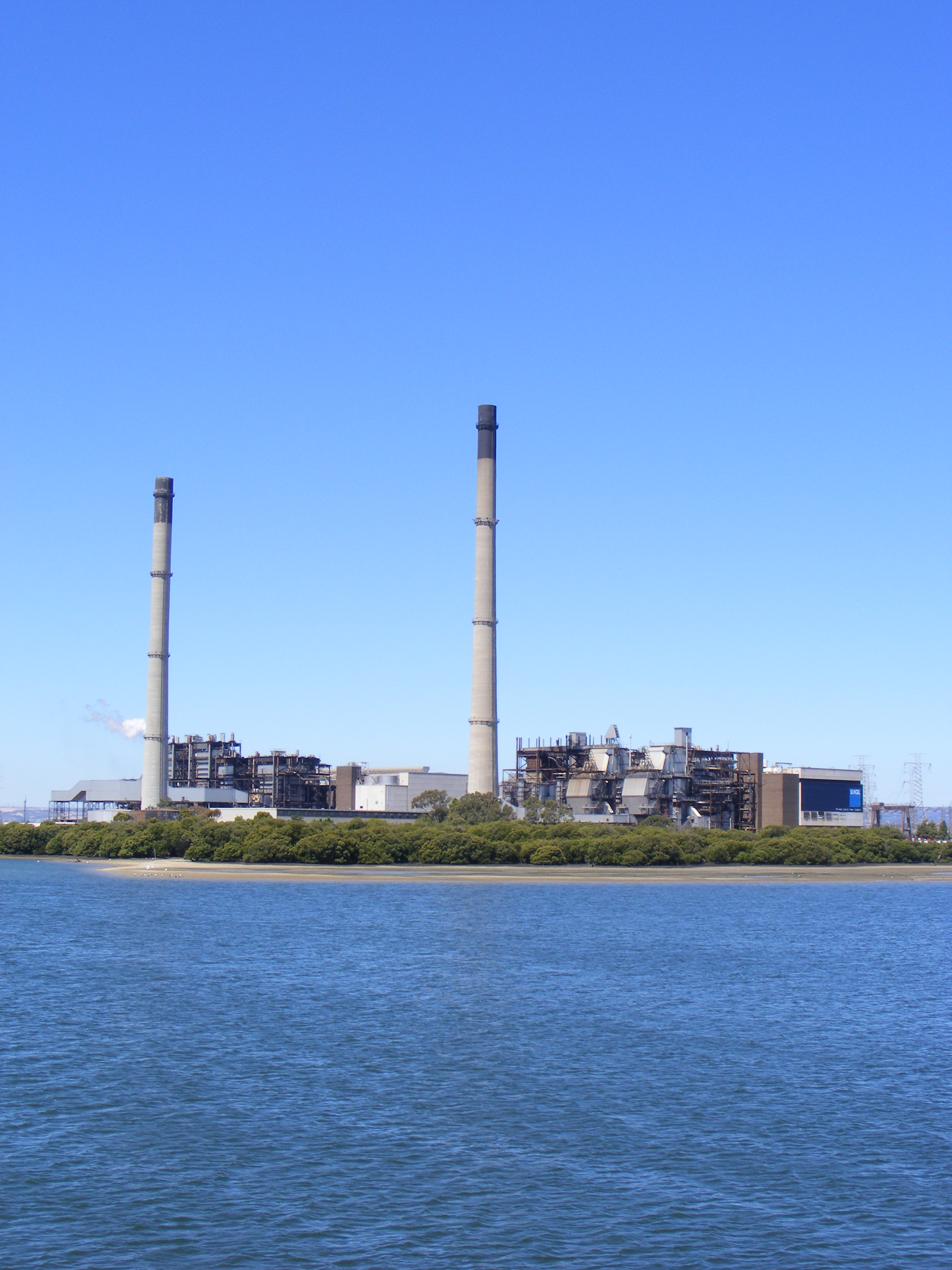
Centrale de Torrens Island, Australie-Méridionale.

| Nom centrale   | Combustible   | Lieu                       | État                   | Puissance en MW | Date mise sce | Émissions CO2 (Mt) | Propriétaire                                                     |
| -------------- | ------------- | -------------------------- | ---------------------- | --------------- | ------------- | ------------------ | ---------------------------------------------------------------- |
| Loy Yang A     | lignite       | Traralgon (Vallée Latrobe) | Victoria               | 2100            | 1985          | 14,9               | AGL Energy                                                       |
| Loy Yang B     | lignite       | Traralgon (Vallée Latrobe) | Victoria               | 953             | 1993-96       | 7,2                | Chow Tai Fook Enterprises/Mitsui                                 |
| Hazelwood      | lignite       | Hazelwood (Vallée Latrobe) | Victoria               | 1600            | 1964-71       | 4,9                | GDF Suez Australian Energy/Mitsui                                |
| Yallourn W     | lignite       | Yallourn (Vallée Latrobe)  | Victoria               | 1450            | 1974-82       | 10,7               | Energy Australia, filiale de CLP Holdings                        |
| Bayswater      | charbon       | Vallée Hunter              | Nouvelle-Galles du Sud | 2640            | 1985-86       | 19,4               | Macquarie Generation(1) (Gouvernement de Nouvelle-Galles du Sud) |
| Liddell        | charbon       | Vallée Hunter              | Nouvelle-Galles du Sud | 2000            | 1971-73       | 13,4               | Macquarie Generation Gouvernement de Nouvelle-Galles du Sud      |
| Eraring        | charbon       | Dora Creek                 | Nouvelle-Galles du Sud | 2880            | 1982-84       | 19,8               | Origin Energy                                                    |
| Gladstone      | charbon       | Gladstone                  | Queensland             | 1680            | 1976          | 11,14              | Rio Tinto/NRG Energy                                             |
| Stanwell       | charbon       | Rockhampton                | Queensland             | 1460            | 1993-96       | 10,0               | Stanwell Corporation (Gouvernement du Queensland)                |
| Tarong         | charbon       | Nanango                    | Queensland             | 1400            | 1984-86       | 9,96               | Stanwell Corporation (Gouvernement du Queensland)                |
| Tarong North   | charbon       | Nanango                    | Queensland             | 443             | 2003          | 2,3                | Stanwell Corporation (Gouvernement du Queensland)                |
| Torrens Island | gaz naturel   | Adélaïde                   | Australie-Méridionale  | 1280            | 1967-76       | 0,75               | AGL Energy                                                       |
| Colongra       | gaz naturel   | Colongra, Comté de Wyong   | Nouvelle-Galles du Sud | 667             | 2009          | 0,3                | Delta Electricity (Gouvernement de Nouvelle-Galles du Sud)       |
| Darling Downs  | gaz de couche | Dalby                      | Australie-Méridionale  | 630             | 2010          |                    | Origin Energy                                                    |

notes :
- Centrale de Loy Yang : une unité pilote de capture post-combustion de CO2 a commencé à fonctionner à la centrale de Loy Yang en 2008, pour la première fois en Australie ; elle est conçue pour capter 1 000 tonnes de CO2 par an[52]. Engie a annoncé le 23 novembre 2017 la vente de sa centrale à charbon de Loy Yang B au conglomérat hongkongais Chow Tai Fook Enterprises, dans le cadre de sa stratégie de désengagement du charbon[53].

- Centrale de Hazelwood : depuis 1996, date de sa privatisation, plus d'un milliard de dollars ont été investis à Hazelwood pour l'amélioration du rendement et de la fiabilité, ainsi que de la performance environnementale : les émissions de CO2 ont été réduites de 10 %. La plus grande installation pilote de captage et stockage du dioxyde de carbone d'Australie a été construite à Hazelwood[39]. En octobre 2016, son actionnaire principal Engie a décidé sa fermeture qui est prévue pour avril 2017[54].

- Macquarie Generation est en cours de rachat par AGL Energy[32].

- La centrale à cycle combiné de Darling Downs est l'une des centrales les plus propres d'Australie en termes d'émissions de CO2. Elle est composée de trois turbines à gaz de 120 MW chacune et d'une turbine à vapeur de 270MW, émettant moitié moins de gaz à effet de serre qu'une centrale à charbon standard. Elle est alimentée en gaz de couche par un gazoduc de 205 km depuis les gisements de gaz de couche appartenant à une coentreprise entre Australia Pacific LNG, filiale d'Origin, et ConocoPhillips[51].

Plusieurs producteurs d'électricité australiens ont annoncé la fermeture anticipée de leurs centrales à charbon : en février 2022, la société Origin Energy annonce son intention de fermer sa centrale à charbon d'Eraring, en Nouvelle-Galles du Sud, la plus grande centrale à charbon d'Australie (2 880 MW), sept ans plus tôt que prévu, dès 2025, le charbon perdant rapidement en compétitivité. Elle compte installer sur le site de la centrale, une fois celle-ci démantelée, une batterie de grande capacité (700 MW), destinée à stocker le surplus d'énergie produit par des sources renouvelables. Energy Australia prévoit de fermer sa centrale à charbon de Yallourn, dans l'État de Victoria, en 2028, avec quatre ans d'avance. AGL Energy, principal électricien d'Australie, veut fermer ses dernières centrales à charbon en Nouvelle-Galles-du-Sud et dans le Victoria avec trois ans d'avance.
En juin 2022, le marché de l'électricité australien subit une crise due à la flambée des prix du gaz et à l'indisponibilité de 30 % du parc de centrales à charbon, vieillissant, en panne ou en maintenance. Les prix de d'électricité s'envolent, de 40 dollars australiens le mégawattheure au début 2021 à 160 au premier trimestre 2022 dans le Queensland. Le régulateur de l'énergie suspend le 15 juin le marché spot dans toutes les régions, estimant que ce dernier n'assurait plus « un approvisionnement sûr et fiable » et chargeant l'opérateur d'organiser la distribution et fixer les prix. La Nouvelle-Galles du Sud envisage d'obliger les groupes miniers à destiner leur production de charbon aux transformateurs locaux plutôt qu'à l'exportation.

#### Énergie nucléaire
Alors que l’Australie est le troisième producteur mondial d’uranium, le pays ne dispose d’aucune centrale nucléaire. En effet le nucléaire a été banni par deux lois, la première en 1998 dans le cadre du « ARPANS » (Australian Radiation Protection and Nuclear Safety Act) interdisant certaines installations nucléaires et la seconde en 1999, l’EPBC Act (Environment Protection and Biodiversity Conservation Act), refusant tout projet de construction d’une centrale nucléaire. Mais la prise de conscience croissante de l’urgence de réduire les émissions de CO2, le vieillissement des centrales à charbon dont un tiers devraient fermer d’ici à 2030, et le prix très élevé de l'électricité (entre 250 et 310 €/MWh, soit autant qu’en Allemagne), ont fait évoluer l'opinion publique.
Scott Morrison, devenu Premier ministre en août 2018, a estimé en octobre 2018 qu’il était peut-être temps de revenir sur le moratoire interdisant l’utilisation de l’énergie nucléaire pour produire de l’électricité.
Un débat public national a été lancé en août 2019 à l’aide de trois enquêtes : une au niveau fédéral sur l’exploitation de l’énergie nucléaire et deux au niveau des États fédérés (New South Wales et Victoria) sur la levée de l’interdiction de l’exploitation de l’uranium. L’enquête fédérale, lancée par Angus Taylor, ministre de l’Énergie et de la réduction des émissions de CO2, est pilotée par le Comité sur l’Environnement et de l’énergie, où sont représentés les partis conservateur et travailliste.
Le leader de l'Australian Liberal Party, Peter Dutton, propose fin juin 2024 d'introduire « l'énergie nucléaire à zéro émission » en Australie, d'une part pour faire baisser les coûts de l'électricité, et d'autre part pour compenser la sortie des énergies fossiles en vue d'atteindre l'objectif de neutralité carbone d'ici à 2050. La construction de centrales nucléaires sur les sites de centrales au charbon hors service permettrait d'économiser les investissements en lignes de transport qui grèvent le coût des grandes centrales à énergie renouvelable. Selon ce projet, l'énergie nucléaire pourrait être produite d'ici à 2035 grâce à de petits réacteurs modulaires (SMR) ou dès 2037 avec de plus grands réacteurs de type AP1000 ou APR1400. Ces centrales seraient propriétés de l'État fédéral.

#### Énergies renouvelables
- (en) Cet article est partiellement ou en totalité issu de l’article de Wikipédia en anglais intitulé « Renewable energy in Australia » (voir la liste des auteurs).

Centrales électriques à énergies renouvelables en Australie.

En 2023, selon l'Agence internationale de l'énergie, les énergies renouvelables (EnR) ont assuré 33,9 % de la production d'électricité de l'Australie : 6,1 % d'hydroélectricité, 11,4 % d'éolien, 15,3 % de solaire et 1,1 % de biomasse. La progression des EnR a été de 496 % de 1990 à 2023.
Le rapport 2023 du Clean Energy Council australien fournit la répartition de la production d'électricité renouvelable en 2022 : 84 056 GWh, soit 35,9 % de la production totale du pays, dont 34 446 GWh d'énergie solaire photovoltaïque (14,7 %, dont 9,3 % [21 726 GWh] par panneaux solaires en toiture, 0,4 % [980 GWh] par des installations de taille moyenne et 5 % [11 740 GWh] par des centrales de grande taille), 29 892 GWh d'énergie éolienne (12,8 %), 16 537 GWh d'hydroélectricité (7,1 %) et 3 181 GWh de biomasse (1,4 %).
Le programme RET (Renewable Energy Target - Objectif d'énergie renouvelable), institué par des lois votées en 2000 et 2001, a pour but d'amener la part des énergies renouvelables dans la production d'électricité australienne à 20 % en 2020 ; depuis 2011 il est organisé en deux composantes :
- Large-scale Renewable Energy Target (LRET) : incitation financière à la création de centrales éoliennes, solaires ou hydroélectriques de grande taille par un système de certificats (Large-scale Generation Certificates - LGCs) émis pour chaque MWh d'électricité renouvelable produit par ces centrales, certificats que les producteurs vendent aux fournisseurs d'électricité qui les remettent en fin d'année au Clean Energy Regulator[61] pour attester de leur conformité aux objectifs annuels du programme RET.
- Small-scale Renewable Energy Scheme (SRES) : incitation financière destinée aux ménages, aux petites entreprises et aux communautés rurales pour l'installation de chauffe-eau solaires, pompes à chaleur, systèmes solaires photovoltaïques, éoliens ou hydroélectriques de petite taille par un système de certificats (Small-scale Technology Certificates - STCs) émis lors de l'installation de ces systèmes en fonction de leur production future, à vendre aux fournisseurs d'électricité.

L'Australian Renewable Energy Agency (ARENA) soutient la recherche-développement pour les EnR.
L'Australie-Méridionale, qui avait choisi de porter à 40 % la part des énergies renouvelables dans sa production d'électricité, a connu un black-out complet en septembre 2016 lors d'un orage, puis de nombreuses coupures de courant et délestages au début 2017 pendant l’été austral. Un système de stockage par batteries lithium-ion a été installé par Tesla et mis en service le 1er décembre 2017 ; doté d'une puissance de 100 MW, il peut stocker 129 MWh d'électricité, issus des surplus de production du parc éolien voisin d’Hornsdale, dont la construction est achevée à près de 90 % par l’entreprise française Neoen ; lorsqu’il aura atteint sa pleine puissance (315 MW), ce parc de 99 éoliennes pourrait produire près de 1 050 MWh par an ; le stockage de Tesla permettra de compenser en grande partie les irrégularités de cette production. Dans son nouveau plan énergétique lancé en mars 2017, le gouvernement d’Australie-Méridionale prévoit à l’horizon 2025 que les énergies renouvelables comptent pour au moins la moitié de son mix électrique, qui repose encore majoritairement sur des centrales à gaz à l’heure actuelle. En 2014-2015, les filières renouvelables ont compté pour 42,2 % de la production électrique de l’Australie-Méridionale, contre 18,8 % en 2009-2010. Pour renforcer la sécurité du réseau électrique, le gouvernement a lancé un plan de 510 millions de dollars australiens (328 millions d’euros) de solutions de stockage : des STEP sont à l’étude, mais aussi des générateurs diesel de secours.
En novembre 2020, Neoen annonce la construction, en partenariat avec Tesla, de l'une des batteries au lithium-ion les plus puissantes au monde : « Victorian Big Battery » d'une puissance de 300 MW à Geelong, à proximité de Melbourne en Australie, pour gérer l'intermittence des énergies renouvelables. Le 30 juillet 2021, lors des essais préliminaires à sa mise en service, deux des 210 packs de cette installation ont pris feu ; l'incendie a duré trois jours avant d'être maîtrisé,.
En juin 2022, BP annonce l'acquisition de 40,5 % du projet « Asian Renewable Energy Hub » (AREH), en Australie Occidentale, dans la région de Pilbara, sur un site de 6 500 km2. Ce projet prévoit une capacité de production combinée d'énergie solaire et éolienne de 26 GW, l'équivalent de la production de plus de 90 h/an, ce qui représente environ un tiers de toute l'électricité produite en Australie en 2020 ; selon ses promoteurs, le projet a « le potentiel de devenir l'un des plus grands centres d'énergies renouvelables et d'hydrogène vert au monde ». Il pourrait produire 1,6 Mt d'hydrogène vert ou 9 Mt d'ammoniac vert par an. La production pourrait débuter à l’horizon 2027-2028. Les autres actionnaires sont InterContinental Energy (26,4%), CWP Global (17,8%) et Macquarie Capital & Macquarie’s Green Investment Group (15,3%),.

##### Hydroélectricité
- (en) Cet article est partiellement ou en totalité issu de l’article de Wikipédia en anglais intitulé « List of power stations in New South Wales » (voir la liste des auteurs).

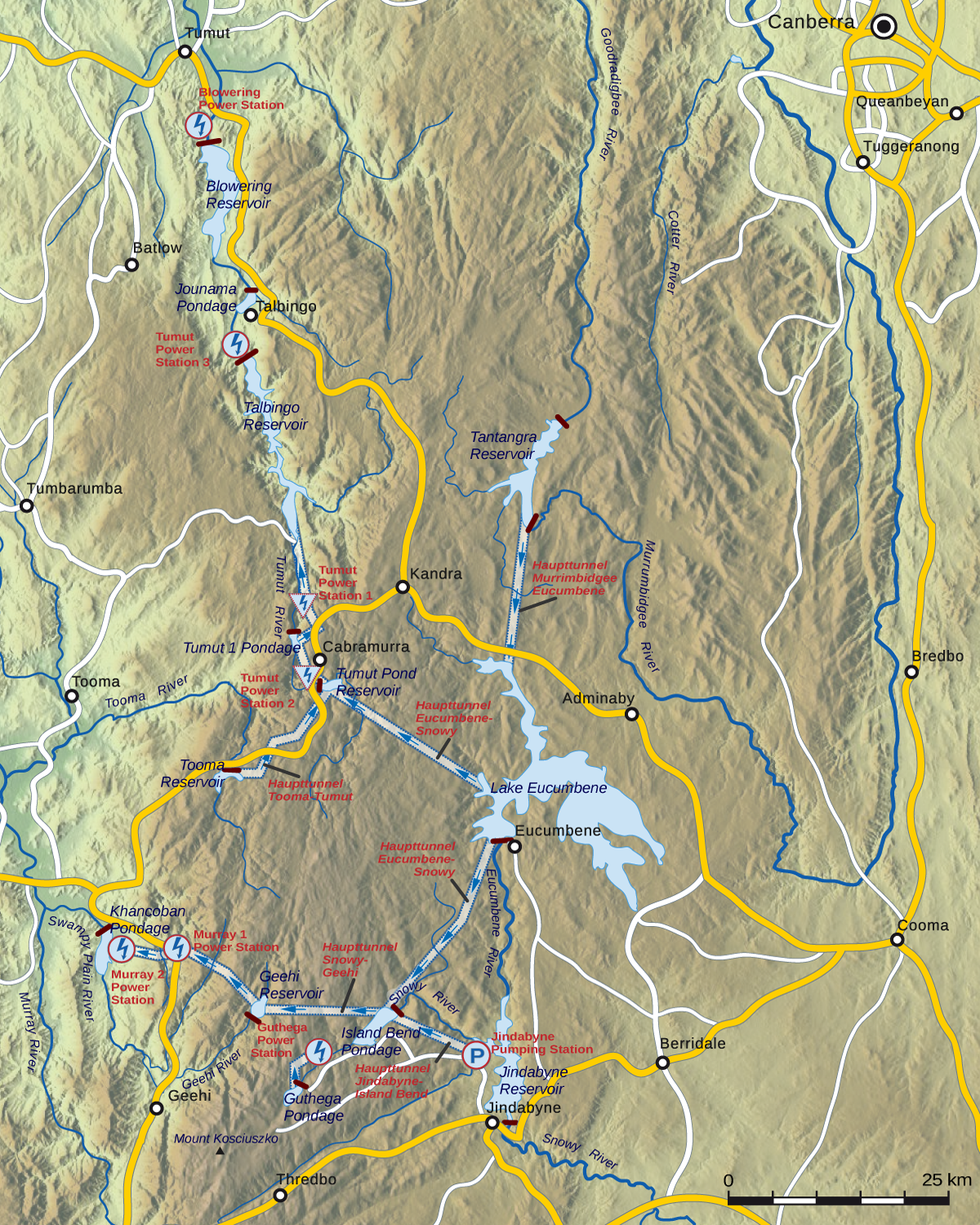
Carte de l'aménagement hydroélectrique des Snowy Mountains.

La majeure partie du potentiel hydraulique australien, concentré sur la Tasmanie et la Snowy River, est déjà exploitée ; les possibilités de croissance sont donc limitées aux projets de petites centrales hydroélectriques et à la modernisation des centrales existantes ; la production hydroélectrique est très variable selon la pluviométrie : en 2012, elle a chuté de 16 % à cause de faibles précipitations ; l'importante puissance installée et la capacité de stockage des réservoirs donnent à l'hydroélectricité un rôle crucial dans l'équilibrage offre-demande. En 2015, la chute de la production hydroélectrique a été encore plus sévère qu'en 2012 : -27 % ; en 2016, la production s'est redressée de 14 % ; en 2023, elle atteignait 16,7 TWh, soit 6,1 % de la production d'électricité du pays.
L'aménagement hydraulique des Snowy Mountains (Snowy Mountains Scheme), réalisé de 1949 à 1974 dans les Snowy Mountains, en Nouvelle-Galles du Sud, comprend 16 barrages, 7 centrales électriques totalisant 3950 MW et 145 kilomètres de tunnel pour la production d'énergie électrique et le détournement d'eau pour l'irrigation vers l'intérieur du pays. L'aménagement est exploité par Snowy Hydro Limited.
Les principaux lacs de l'aménagement sont les lacs Eucumbene, Jindabyne, Talbingo et Blowering. La plus grande retenue est le lac Eucumbene qui a nécessité la construction d'un barrage en terre de 116 mètres de haut et de 686 mètres d'épaisseur à la base. C'est, avec ses 4,3 milliards de m3 d'eau stockés, le plus important réservoir de la région. Il est relié par des tunnels à l'autre versant de la cordillère australienne et permet de fournir de l'eau à la Snowy River et à la Murrumbidgee, ainsi qu'à la retenue de Tumut et au barrage de Tantangara Dam.

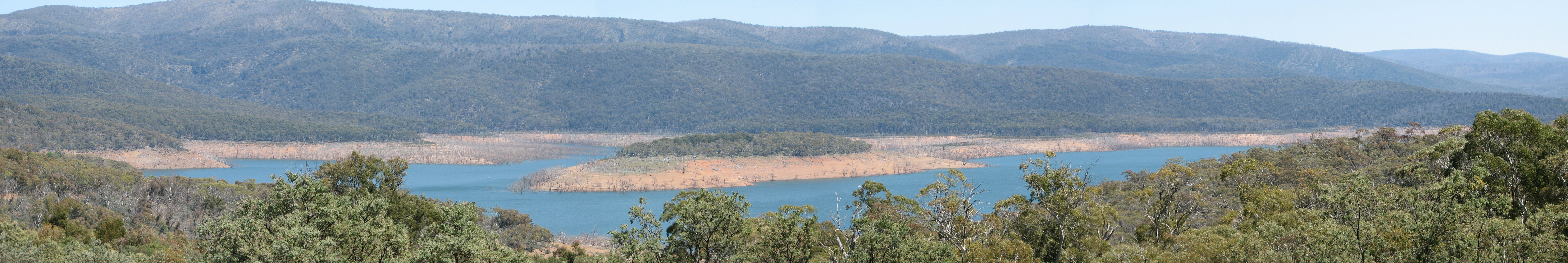
Lac Eucumbene.

Aménagement hydraulique des Snowy Mountains
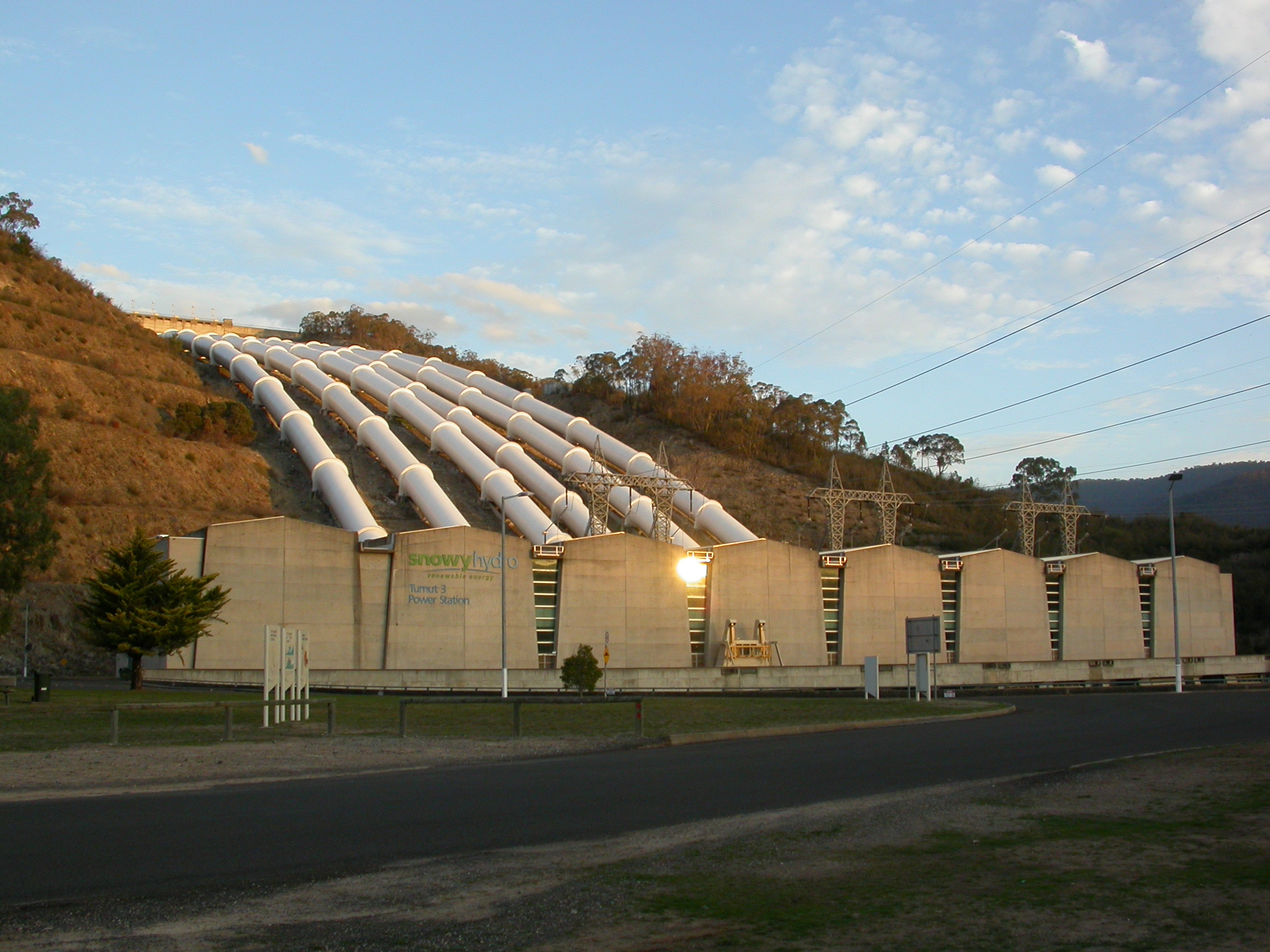
Centrale Tumut-3, la plus puissante des Snowy Mountains.
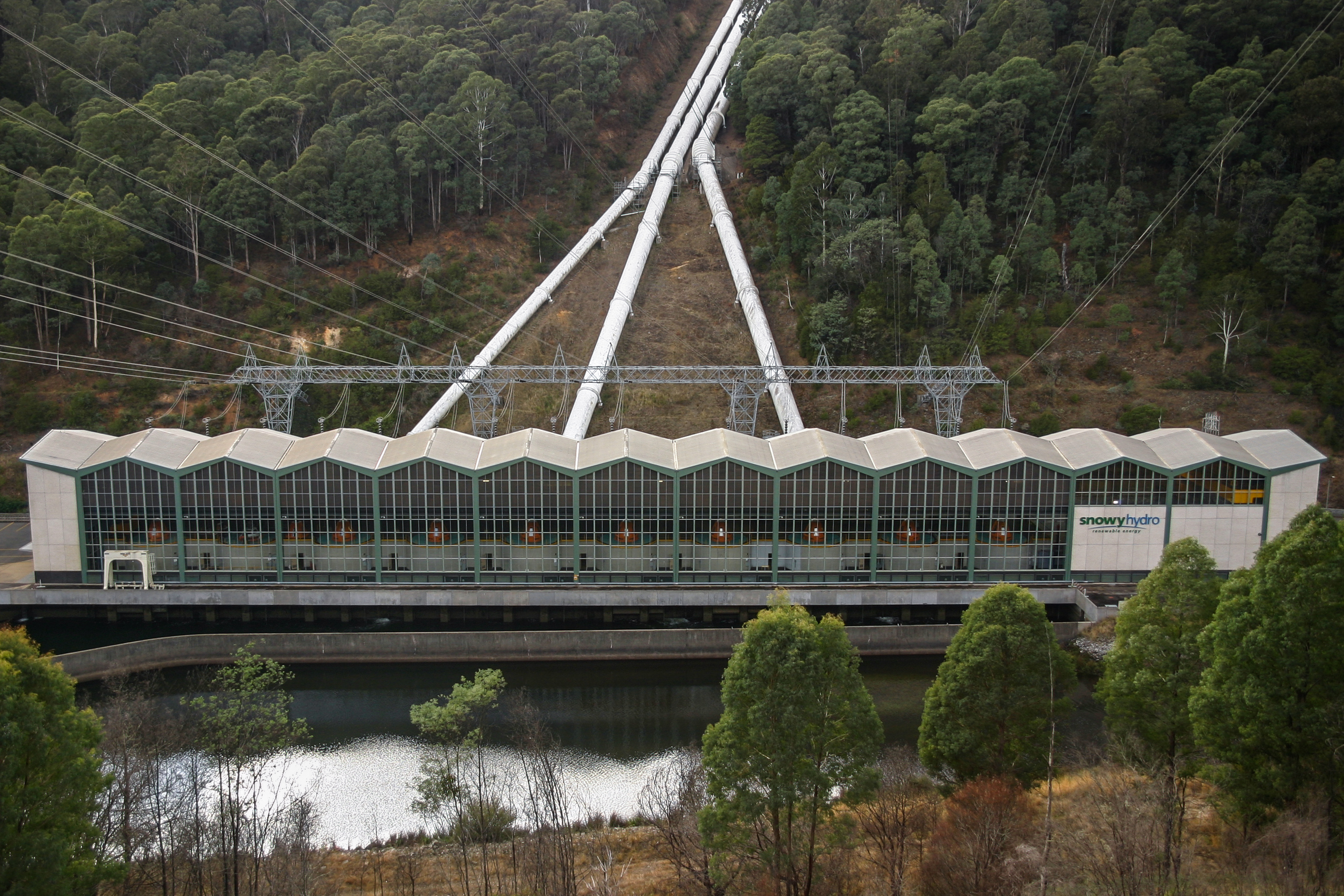
Centrale de Murray-1.
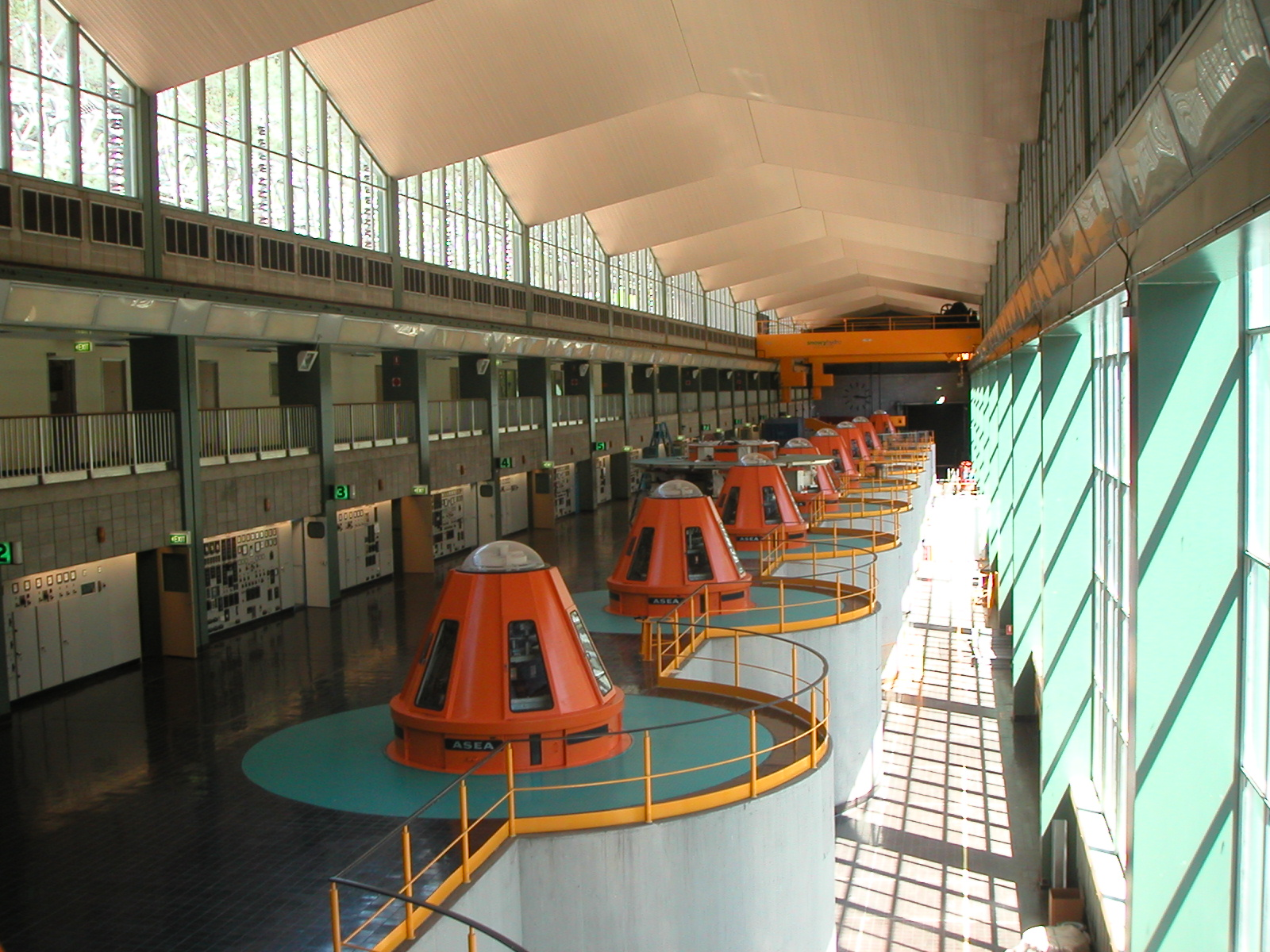
Salle des machines de la centrale de Murray-1.
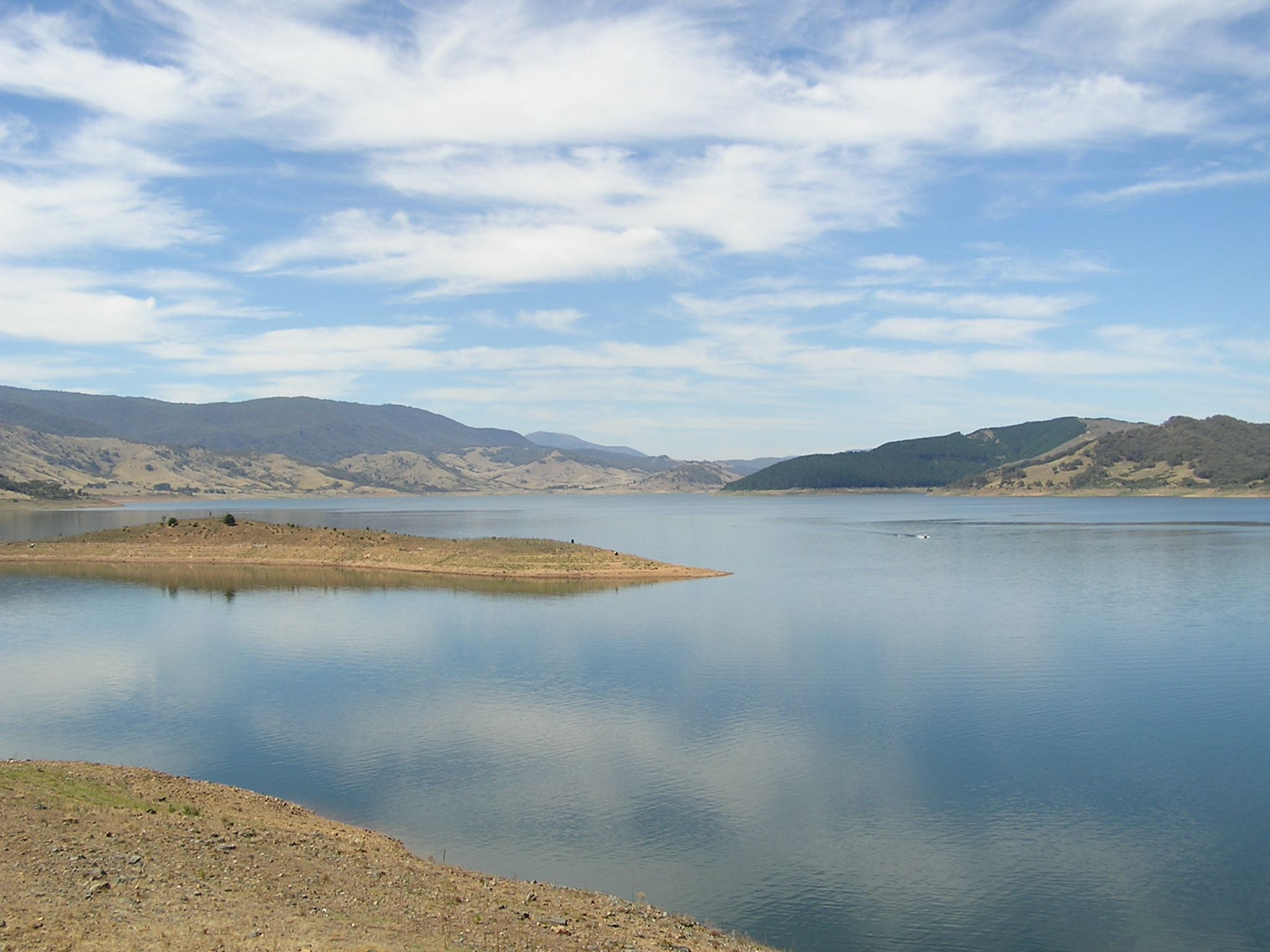
Réservoir de Blowering Dam.
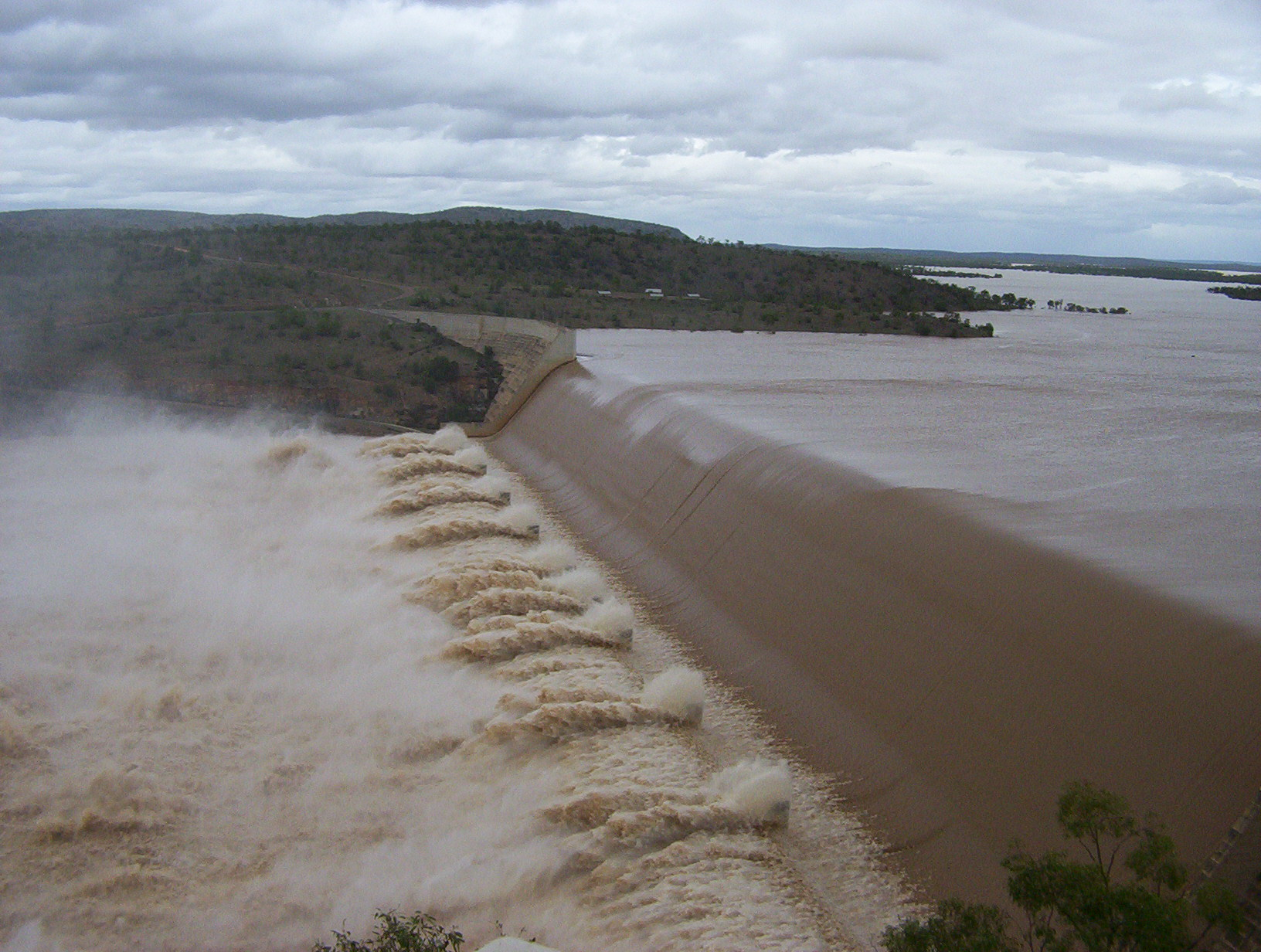
Barrage de Burdekin.

Les principales centrales de l'aménagement sont :
- Tumut 3 (1500MW) - 1974[71]
- Murray 1 (950MW) - 1967
- Murray 2 (550MW) - 1969
- Tumut 1 (330MW) - 1958
- Tumut 2 (286MW) - 1961

- (en) Cet article est partiellement ou en totalité issu de l’article de Wikipédia en anglais intitulé « List of power stations in Victoria (Australia) » (voir la liste des auteurs).

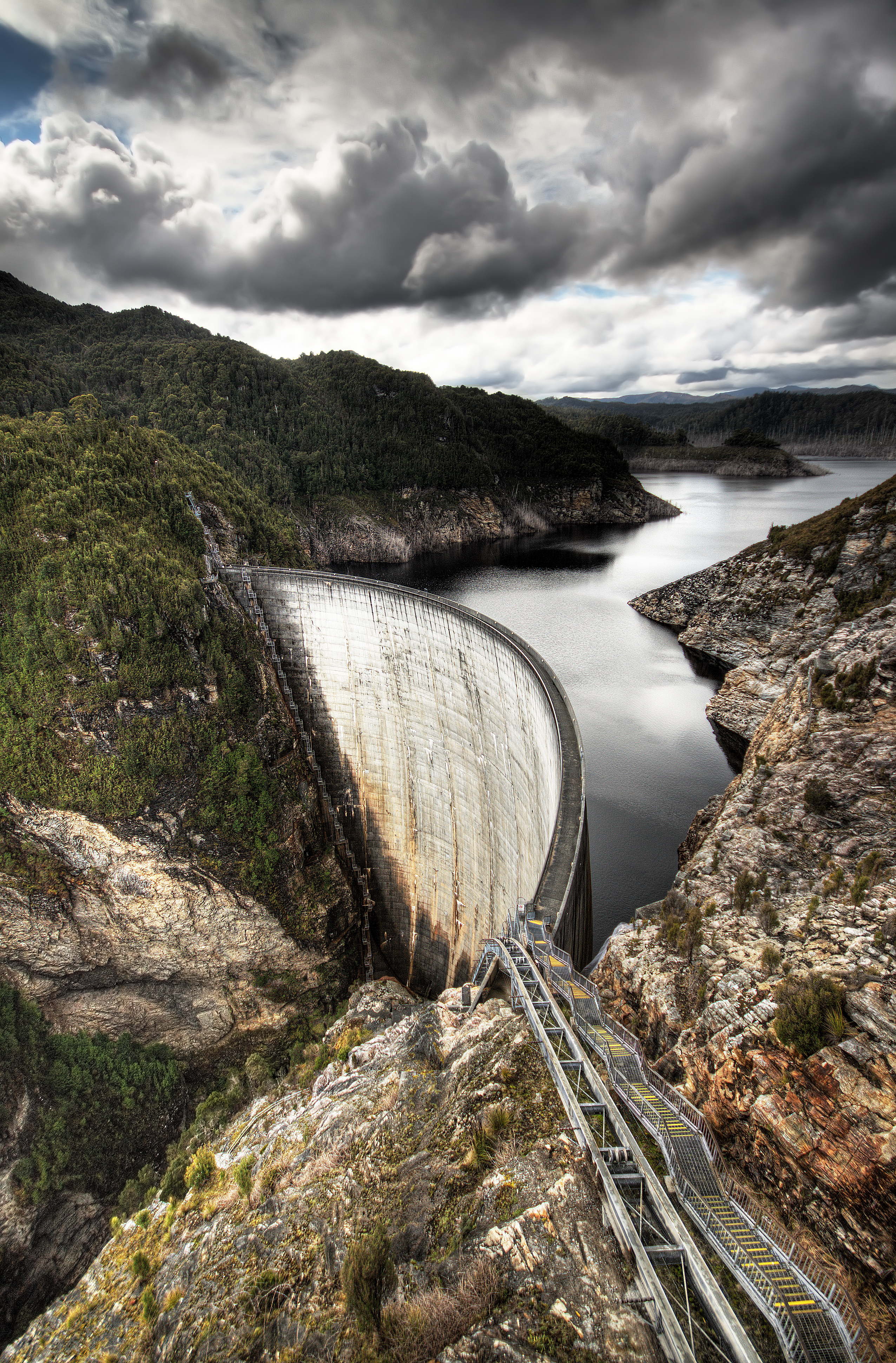
Le barrage du Gordon, dans le Parc National du Sud-Ouest, en Tasmanie.

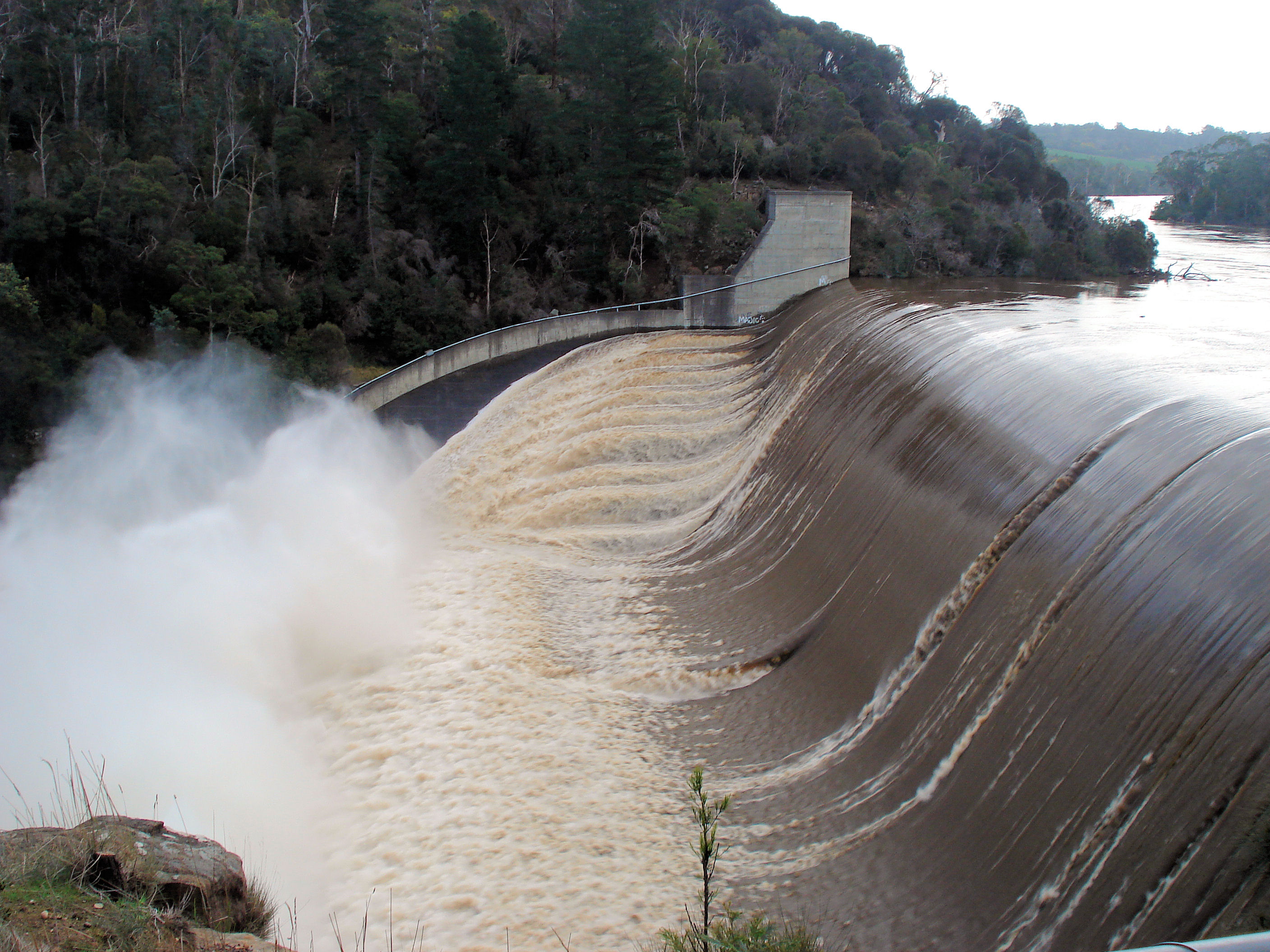
Le barrage de Trevallyn.

Hydro Tasmania, compagnie publique appartenant au gouvernement de Tasmanie, exploite trente centrales hydroélectriques et cinquante barrages, avec une capacité installée totale de 2 600 MW et une production moyenne annuelle de 9 000 GWh. Les plus importantes de ces centrales sont:
- Gordon (432 MW) -1977-88, alimentée par les lacs Gordon et Pedder;
- Poatina (300 MW) - 1966-77, alimentée par le lac Great Lake;
- Reece (238 MW) -1986-87, alimentée par le lac Pieman.

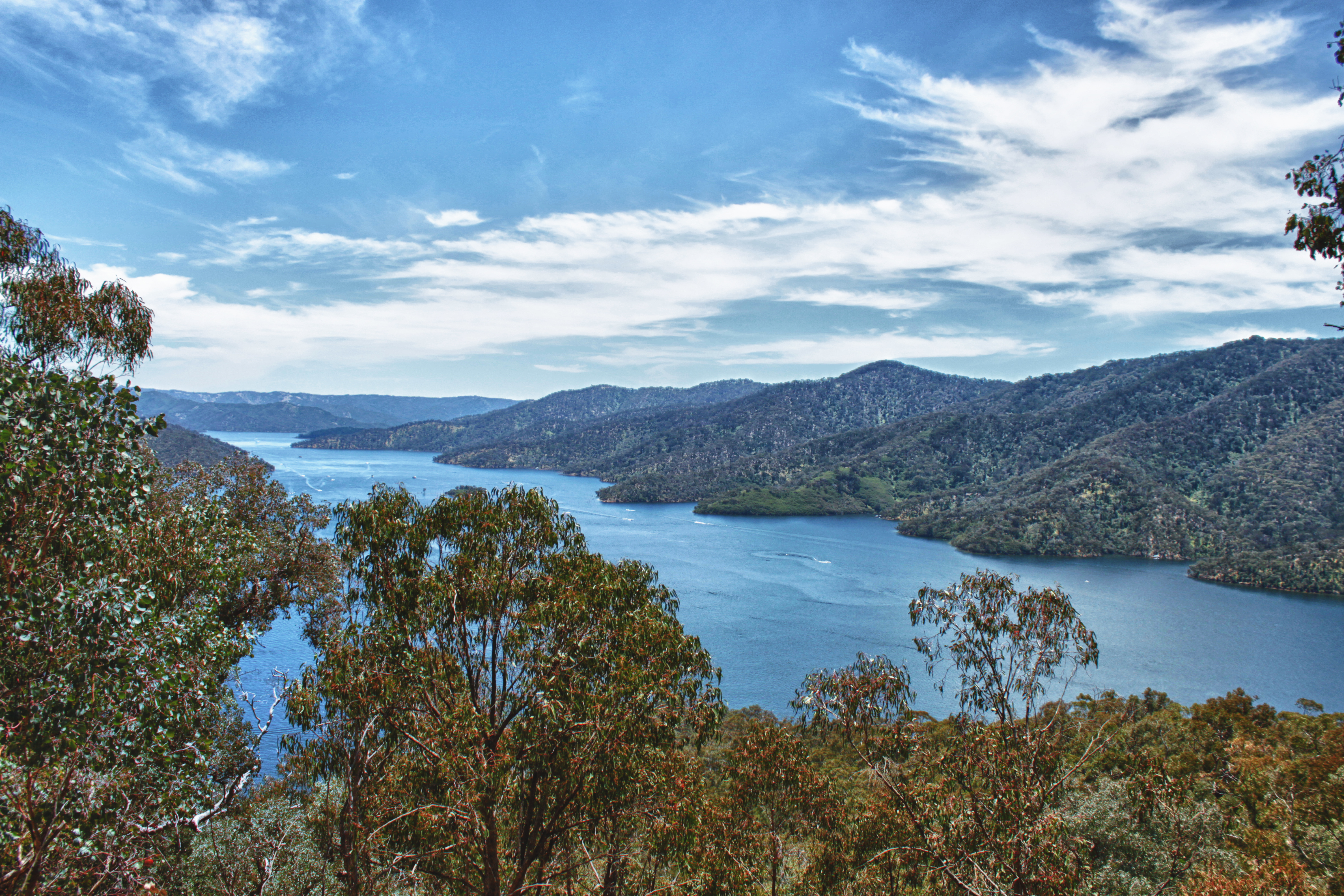
Le lac Eildon en 2011.

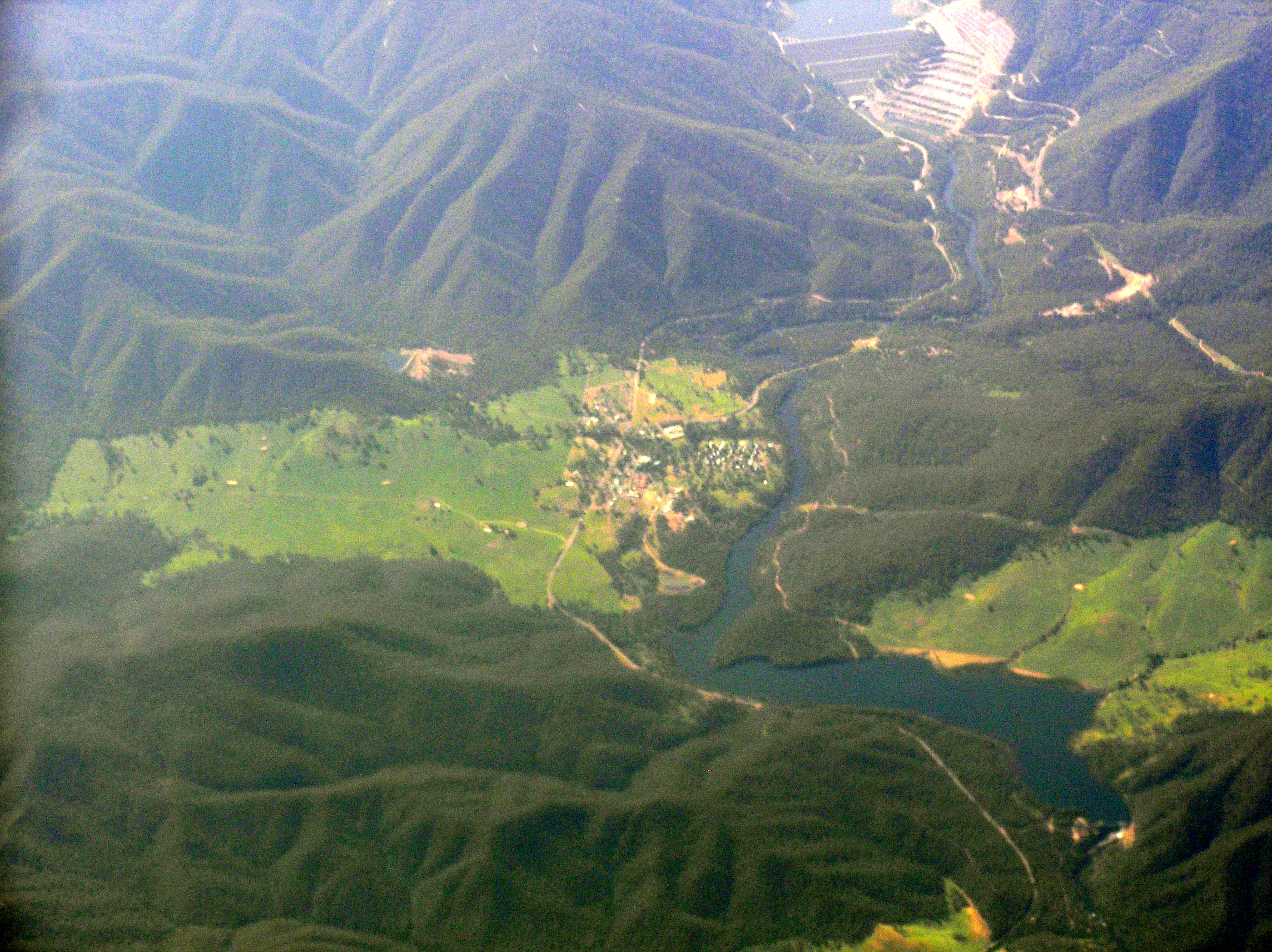
Barrage de Dartmouth vu d'avion.

L'État de Victoria a aussi plus d'une vingtaine de centrales hydroélectriques, dont :
- Dartmouth (180 MW - 217 GWh/an) sur la rivière Mitta Mitta, affluent du fleuve Murray ;
- le Kiewa Hydroelectric Scheme, dans les Alpes australiennes au nord-est de l'État, à 350 km de Melbourne, composé de quatre centrales d'une puissance totale de 391 MW produisant en moyenne 404 GWh/an, dont les centrales de McKay Creek (150 MW) et de Bogong (140 MW) ;
- Eildon (134 MW - 184 GWh/an), au Lac Eildon.

Ces centrales, construites par la State Electricity Commission of Victoria (SECV), ont été rachetées par AGL Energy en 2005 à Southern Hydro qui les avait acquises lors de la privatisation de la SECV (1995-1999) ; AGL a construit la centrale de Bogong, achevée en 2009.

##### Biomasse
En 2022, la biomasse a produit 3 181 GWh d'électricité, soit 1,4 % de la production totale.
La biomasse contribuait en 2023 à hauteur de 3,09 TWh (1,1 %) à la production d'électricité, dont 1,69 TWh de biomasse solide (bois, bagasse, etc.) et 1,41 TWh de biogaz.
Le Queensland compte 23 centrales à bagasse, la plupart de petite taille, installées sur les sites des usines de canne à sucre ; les plus importantes sont celles de Pioneer Mill (68 MW) et de Invicta Mill (38,8 MW) appartenant au groupe CSR Limited (Colonial Sugar Refining).

### Consommation d'électricité
La consommation d'électricité par habitant s'élève en 2023 à 9 833 kWh en Australie, en progression de 15,3 % par rapport à 1990, soit 2,87 fois la moyenne mondiale : 3 427 kWh en 2022, supérieure de 61 % à celle de la Chine : 6 113 kWh et de 48 % à celle de la France : 6 638 kWh, mais inférieure de 24 % à celle des États-Unis : 12 986 kWh.
La répartition par secteur de la consommation finale d'électricité a évolué comme suit :
| Secteur                                                  | 1990   | %    | 2000   | %    | 2010   | %    | 2020   | %    | 2022   | % 2022 | var. 2022/1990 |
| Industrie                                                | 59,18  | 45,8 | 77,03  | 44,6 | 82,10  | 39,1 | 77,64  | 35,8 | 78,63  | 35,6 % | +33 %          |
| Transport                                                | 1,81   | 1,4  | 2,33   | 1,4  | 3,67   | 1,7  | 6,39   | 2,9  | 6,74   | 3,1 %  | +273 %         |
| Résidentiel                                              | 38,54  | 29,8 | 48,76  | 28,2 | 60,66  | 28,9 | 63,01  | 29,1 | 69,29  | 31,4 % | +80 %          |
| Tertiaire                                                | 27,31  | 21,1 | 41,74  | 24,2 | 61,10  | 29,1 | 67,58  | 31,2 | 64,41  | 29,2 % | +136 %         |
| Agriculture                                              | 2,37   | 1,8  | 2,88   | 1,7  | 2,34   | 1,1  | 2,03   | 0,9  | 1,76   | 0,8 %  | -26 %          |
| Total                                                    | 129,21 | 100  | 172,75 | 100  | 210,01 | 100  | 216,66 | 100  | 220,84 | 100 %  | +71 %          |
| Source des données : Agence internationale de l'énergie. |        |      |        |      |        |      |        |      |        |        |                |

## Impact environnemental

### Émissions de gaz à effet de serre
En 2023, les émissions de gaz à effet de serre (GHG) liées à l'énergie en Australie s'élevaient à 434 Mt CO2eq. En 2022, elles étaient de 419 Mt, soit 1,1 % des émissions mondiales, loin derrière la Chine (29,7 %), les États-Unis (13,3 %), l'Inde (7,2 %), la Russie (5,5 %), le Japon (2,6 %), l'Iran (2,3 %) et l'Indonésie (1,9 %) ; l'Union européenne totalisait 6,8 %.
Voici l'évolution de ces émissions liées à l'énergie, comparée à celle de l'Union européenne :
|                                                                | 1971  | 1990  | 2023  | var. 2023/1971 | var. 2023/1990 | var.UE27 2023/1990 | part en 2023 |
| Émissions GHG liées à l'énergie                                | 153   | 286   | 434   | +184 %         | +51,7 %        | -34,5 %            |              |
| Émissions GHG par combustion de combustibles fossiles (Mt CO2) | 145,8 | 262,9 | 376,1 | +158 %         | +43,1 %        | -34,1 %            | 100 %        |
| dont pétrole                                                   | 65,2  | 87,3  | 142,8 | +119 %         | +63,6 %        | -22,1 %            | 38 %         |
| dont gaz naturel                                               | 4,0   | 32,3  | 76,7  | x19,2          | +137,5 %       | +15,2 %            | 20 %         |
| dont charbon                                                   | 75,6  | 141,3 | 155,3 | +105 %         | +9,9 %         | -67,1 %            | 41 %         |
| Source : Agence internationale de l'énergie                    |       |       |       |                |                |                    |              |

### Émissions deCO2
En 2023, selon l'Energy Institute, les émissions de CO2 liées à l'énergie atteignent 376,1 Mt, soit 1,1 % du total mondial, loin derrière la Chine (32,1 %), les États-Unis (13,2 %) et l'Inde (8,0 %). Elles ont reculé de 7,7 % depuis le pic de 2015.
Selon l'Agence internationale de l'énergie (AIE), les émissions de CO2 dues à la combustion par habitant étaient en 2023 de 13,96 t CO2, soit 3,25 fois la moyenne mondiale : 4,29 t/hab (en 2022) et 3,64 fois celle de la France : 3,83 t/hab, supérieures de 3,2 % à celle des États-Unis : 13,53 t/hab.
|                                             | 1971  | 1990  | 2023  | Var. 2023/1971 | Var. 2023/1990 | Var. UE27 2023/1990 |
| Émissions CO2/habitant (t CO2)              | 10,86 | 15,21 | 13,96 | +28,5 %        | -8,2 %         | -39,0 %             |
| Source : Agence internationale de l'énergie |       |       |       |                |                |                     |

| | Émissions 2022      | part du secteur | Émissions/habitant | Émiss./hab. UE-27 |
| Secteur | Millions tonnes CO2 | %               | tonnes CO2/hab.    | tonnes CO2/hab.   |
| Secteur énergie hors élec. | 55,8                | 16 %            | 2,15               | 0,37              |
| Industrie et construction | 93,1                | 26 %            | 3,58               | 1,42              |
| Transport | 93,7                | 26 %            | 3,60               | 1,78              |
| dont transport routier | 75,6                | 21 %            | 2,91               | 1,66              |
| Résidentiel | 55,7                | 16 %            | 2,14               | 1,14              |
| Tertiaire | 48,1                | 14 %            | 1,85               | 0,73              |
| Total | 354,8               | 100 %           | 13,64              | 5,61              |
| Source : Agence internationale de l'énergie * après ré-allocation des émissions de la production d'électricité et de chaleur aux secteurs de consommation. |                     |                 |                    |                   |

Tous les secteurs de l'économie australienne émettent beaucoup plus de CO2 que leurs homologues européens ; l'écart est particulièrement important pour l'industrie et plus encore pour le secteur énergétique.

## Politique énergétique
Le mécanisme de marché du carbone (carbon pricing mechanism) est un système d'échange de droits d'émission qui détermine un prix de l'émission de carbone en Australie. Il a été introduit par la législation sur l'énergie propre et s'applique aux principaux émetteurs de carbone d'Australie (entités assujetties), qui doivent payer un prix pour leurs émissions annuelles de carbone. Ce dispositif couvre environ 60 % des émissions de l'Australie, dont celles de la production d'électricité, de l'industrie énergétique, des décharges, des eaux usées, des process industriels et les émissions fugitives ; le National Greenhouse and Energy Reporting Act 2007 fixe leurs obligations déclaratives ; en 2012–13 le prix du carbone était de 23 $/tonne de carbone, en 2013–14 de 24,15 $/tonne et en 2014–15 de 25,40 $/tonne ; à partir du 1er juillet 2015 le prix devait être établi par le marché, le nombre de droits d'émission en vente étant déterminé chaque année par le gouvernement ; toute entité qui émet au-delà des droits qu'elle a acquis doit payer 130 % du prix des droits manquants (200 % en 2015).
Le 17 juillet 2014, le plan de taxation globale du carbone a été supprimé par le Sénat, comme l'avait annoncé le nouveau premier ministre australien Tony Abbott dès son investiture en septembre 2013, sous prétexte que cette taxation du carbone avait renchéri le prix de l'électricité, qui avait doublé depuis 2009 ; or la taxe carbone ne représente que 9 % du prix de l'électricité, et la hausse de ce prix est dû pour l'essentiel aux coûts des réseaux, qui ont fortement augmenté du fait de lourds investissements : 45 milliards de dollars depuis 2009.
Le premier ministre australien Tony Abbott a annoncé le 11 août 2015, en vue de la COP21, que l'Australie réduira ses émissions de gaz à effet de serre de 26 à 28 % d'ici 2030 par rapport aux niveaux de 2005. Cet objectif est jugé insuffisant par de nombreux observateurs. Le groupe de recherche Climate Institute considère que l'Australie devrait réduire ses émissions de 65 % entre 2005 et 2030, et la Climate Change Authority, le propre conseiller du gouvernement, avait recommandé en juillet une réduction de 40 à 60 % d'ici 2030, par rapport au niveau de l'année 2000.
En août 2018, le gouvernement australien a renoncé à inscrire dans la loi les objectifs de réduction des émissions de gaz à effet de serre auxquels il s'était engagé lors de l'Accord de Paris de 2015 ; le Premier ministre de centre droit Malcolm Turnbull a capitulé face à une fronde des élus de sa majorité.
Le 26 octobre 2021, le Premier ministre Scott Morrison annonce que son pays visera la neutralité carbone d'ici à 2050. L'objectif climatique de l'Australie pour 2030 reste cependant officiellement celui d'une réduction des émissions de 26 % à 28 % par rapport aux niveaux de 2005, l'un des moins ambitieux des pays du G20, mais Scott Morrison estime que « nous serons en mesure d'atteindre une réduction de 35 % des émissions d'ici à 2030 ». Il annonce un investissement gouvernemental de 19 milliards de dollars australiens (plus de 12 milliards d'euros), qui servira notamment à réduire le coût de technologies comme l'hydrogène propre.
En 2022, les élections législatives fédérales amènent au pouvoir le parti travailliste et de nombreux députés écologistes sont élus. Le nouveau premier ministre Anthony Albanese fait voter les Climate Change Bills qui fixent un objectif de 43 % de réduction des émissions d'ici 2030 et lance l'initiative « Rewiring the Nation » pour adapter le réseau de transport d'électricité à la fermeture anticipée de centrales à charbon et au développement des énergies renouvelables, en particulier pour renforcer l'interconnexion avec la Tasmanie, dotée d'un important potentiel hydroélectrique. Le budget présenté en octobre attribue 25 milliards de dollars à l'énergie propre : subventions aux véhicules électriques, aides aux collectivités locales et aux entreprises pour basculer sur les énergies renouvelables, subventions aux batteries et aux panneaux solaires pour les ménages à bas revenus.
Le gouvernement fédéral s'est fixé les objectifs de réduire de 43 % les émissions de gaz à effet de serre et de porter à 82 % la proportion du renouvelable dans le mix électrique, alors qu'en 2022, le charbon représentait 60 % de sa production d'électricité. Mais en mai 2024, un rapport du régulateur du marché de l'énergie (Australian Energy Market Operator - AEMO) met en garde contre les risques de black-out durant les étés à venir dans les régions plus densément peuplées au sud-est du pays, au Victoria et en Nouvelle-Galles du Sud. Le gouvernement des Nouvelle-Galles du Sud accorde un sursis de deux ans à l'énergéticien Origin Energy pour la fermeture de sa centrale électrique au charbon d'Eraring, située entre Sydney et Newcastle, la plus puissante centrale électrique au charbon du pays (2,88 GW). Cette centrale devait initialement être mise hors service en 2025, mais pourra continuer à faire fonctionner deux de ses quatre unités pour produire au moins 6 TWh par an pour assurer un quart de la consommation d'électricité des huit millions d'habitants de Nouvelle-Galles du Sud.

## Organisation et acteurs du secteur
- (en) Cet article est partiellement ou en totalité issu de l’article de Wikipédia en anglais intitulé « National Electricity Market » (voir la liste des auteurs).

LAustralian Energy Regulator (AER), créé en juillet 2005 par la fusion de 13 organismes répartis entre les États et la Fédération, est chargé de la régulation des marchés de gros de l'électricité et du gaz et de leurs réseaux ; en juillet 2012, il a également repris la régulation des marchés de détail jusqu'ici du ressort des États. Il dépend de l'Australian Competition and Consumer Commission, autorité indépendante fédérale chargée de faire respecter la concurrence et les droits des consommateurs, et applique les règlementations établies par la Australian Energy Market Commission.
L' Australian Energy Market Operator gère depuis 2009 le National Electricity Market (NEM), marché de gros de l'électricité et le réseau de transport qui interconnecte les réseaux des États du Queensland, de Nouvelle-Galles du Sud, du Victoria, de Tasmanie et d'Australie-Méridionale, ainsi que du Territoire de la capitale australienne, avec 40 000 km de circuits.
Le NEM fournit en électricité plus de 9 millions de consommateurs dans les six territoires interconnectés qu'il gère ; le marché a produit 199 TWh sur l'exercice 2012-13, en baisse de 2,5 % ; cette baisse de la demande est continue depuis 5 ans, avec une moyenne annuelle de -1,1 %, baisse qui s'explique par les effets de la crise, mais aussi par le développement de l'autoconsommation d'électricité solaire produite par les panneaux photovoltaïques en toit de maison, qui concurrence l'électricité du réseau. En 2012-13, trois détaillants approvisionnaient 77 % des petits consommateurs d'électricité et 85 % de ceux de gaz dans le sud et l'est de l'Australie : AGL Energy, Origin Energy et Energy Australia.